# 新北市
25°00′40″N 121°26′45″E / 25.01111°N 121.44583°E
新北市，通稱新北，是中華民國的直轄市，位於臺灣北部，由原臺北縣改制而來，全境環繞臺北市，東北則三面環繞基隆市，東南鄰宜蘭縣，西南鄰桃園市。其所轄石門區富貴角地處臺灣本島最北端，貢寮區三貂角地處臺灣本島最東端。全市劃分為29區，其中行政中心為板橋區；設籍人口約4百萬人，為臺灣人口最多的建制市及一級行政區。
新北市的人口高度集中於臺北盆地，以石門區富貴角跟烏來區與桃、宜交界的巴博庫魯山的連線劃分東、西半部，人口差距達十倍之多，呈現不對稱發展。清治時代前與淡水河右岸（今臺北市區）各自發展，隨著戰後人口的不斷移入，現今的新北市發展成以淡水河－新店溪左岸各區為臺北都會區次中心的多核心都市，多數市區有如臺北都會區的衛星城市或臥城。其有高度都市化的區域，也有鄉村風情與自然山川風貌，地景樣貌多元，人口組成及經濟產業具多樣性。

## 市名緣由

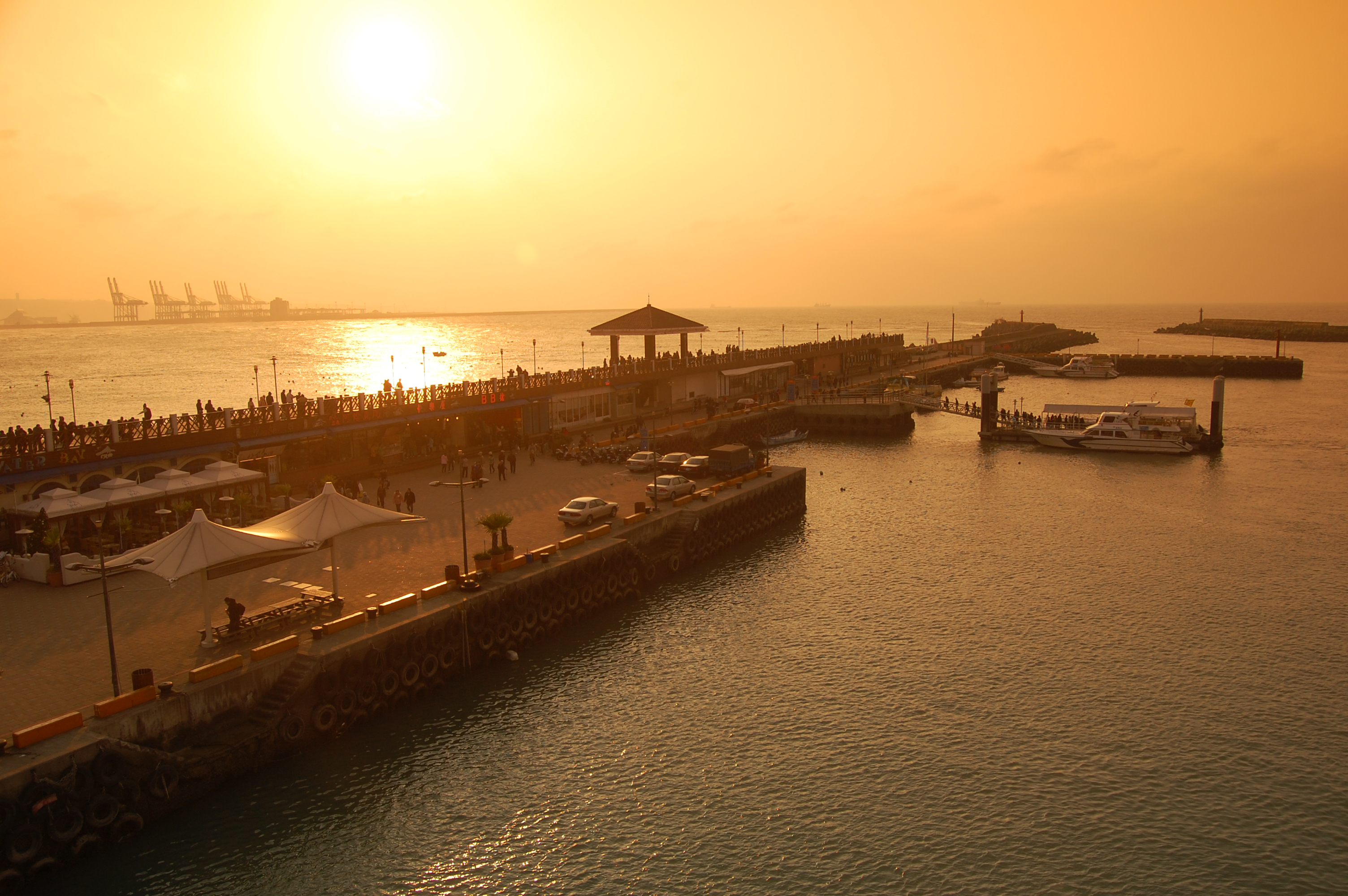
新北市淡水暮色

臺北之命名，古曰雞籠，或稱淡水。迨清治光绪元年（西元1875年）沈葆楨奏請添設臺北府，始有「臺北」之稱，蓋以位居臺灣府之北，因以得名。日治初期，仿清治時代臺北府之制，設臺北縣，為「臺北縣」一名首度出現。臺灣進入中華民國時代後，又在原臺北州轄區設置臺北縣。2007年，臺北縣成為準直轄市後，便積極爭取升格為直轄市，但已有臺北市，無法使用「臺北」名稱改制直轄市，臺北縣政府因而對外徵求改制後的新市名，並舉行網路投票，當時擬訂的市名有：新北市、興北市、環北市、北縣市、北臺市、大河市、大臺北市、板橋市、臺大市、臺灣市、富禮市等，最終由「新北市」得票最高。2009年4月，臺北縣政府向中華民國內政部提報升格為直轄市，確定以「新北市」做為升格後之市名。新北市定名及改制後，許多既有的單位亦隨之更名，例如：新北高中（原國立三重高中，易與市立三重高中混淆）、新北高工（原國立海山高工）、新北市立新北特殊教育學校（原國立林口啟智學校）、新北產業園區（原稱五股工業區，事實上橫跨五股及新莊）、新北地方法院（原名板橋地方法院，事實上位於土城）等。
衍伸出來的尚有外语譯寫問題。臺北縣政府原依照《標準地名譯寫準則》規定音譯、中華民國教育部之《中文譯音使用原則》規定汉语拼音而採用為新北市的英语譯名，並經內政部核定，少部分語言學家與外籍人士亦支持。較多舆论支持讓新北市譯為，即意譯「新臺北市」、不音譯「新北」。
新北市首屆市長選舉期間，兩名候選人蔡英文和朱立倫都支持新北市的英文名定為。朱立倫就任新北市市長後即向中央政府呈報公文更改新北市之英文名，中華民國內政部於2010年12月31日通過並宣布新北市的英文正式名稱為。

## 歷史沿革

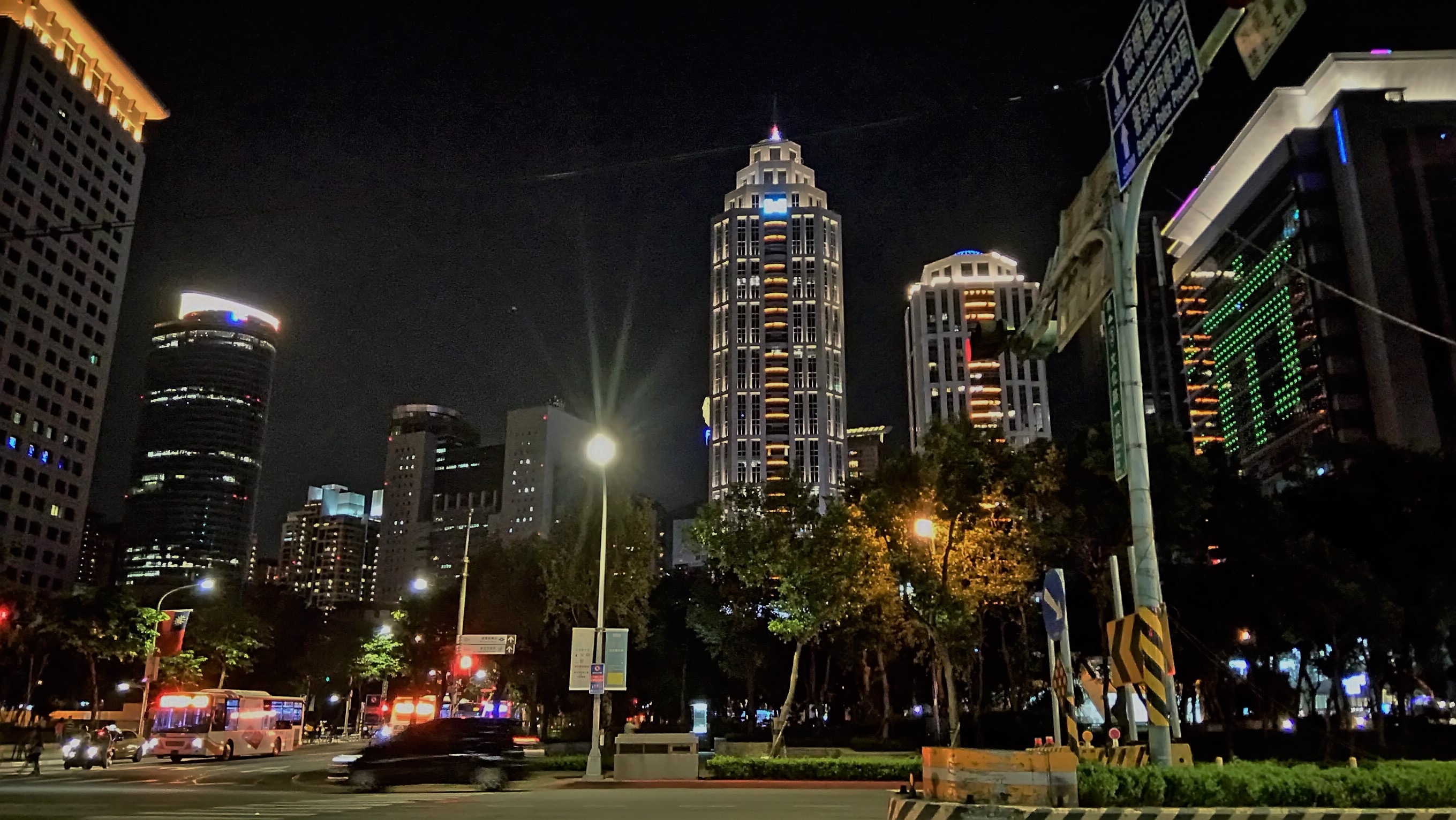
板橋區新板特區夜景
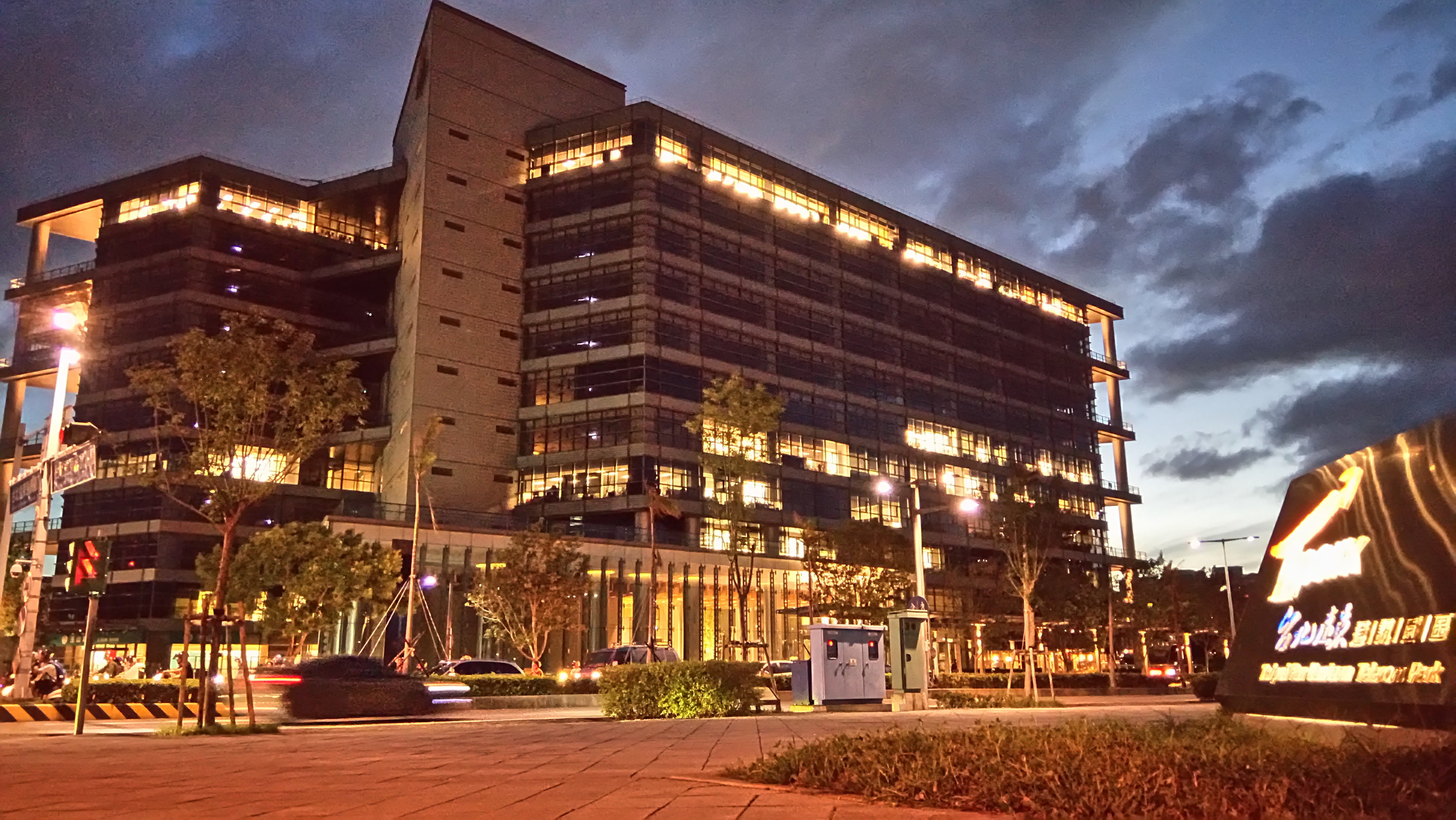
板橋區遠東通訊園區的辦公大樓
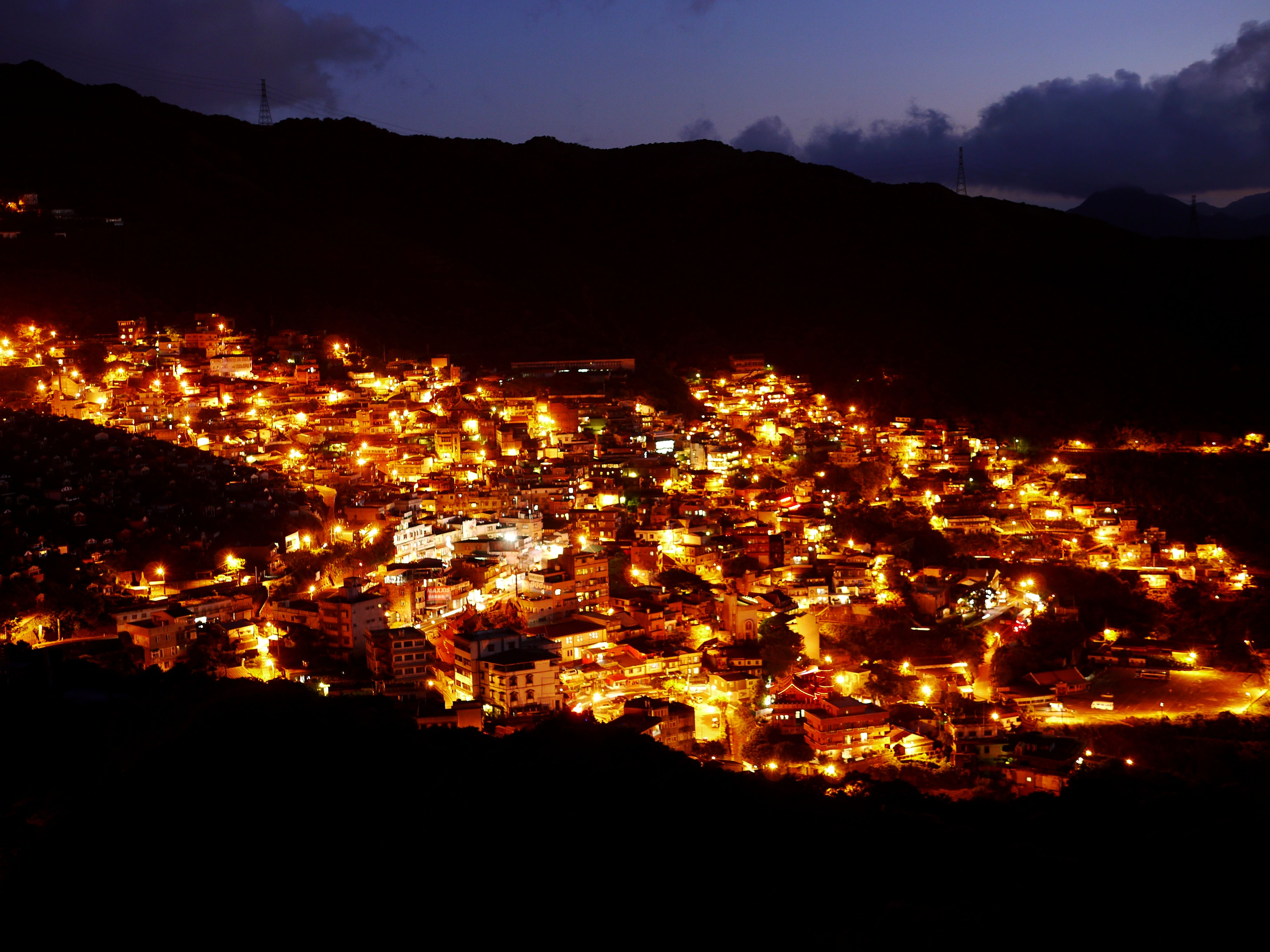
瑞芳區九份夜景

### 史前時期
在17世紀西方勢力與閩粵人（福建閩南、廣東客家）入墾之前，包括今日新北市在內的大臺北地區均為原住民的活動範圍，其中平埔族居住於臺北盆地，而山區主要是泰雅族的活動範圍；而根據考古遺址的發掘，大臺北地區在新石器時代（約西元前5000年）就已有人類居住，而位於今日新北市八里區境內的大坌坑遺址與十三行遺址，更是台灣史前時期重要的考古遺址；其中十三行遺址是目前臺灣唯一證實擁有煉鐵技術的史前文化。

### 荷西至明鄭時期
荷西時期，受到西班牙的統治，於滬尾設立聖多明哥城，後來被荷蘭人給摧毀而再度重建，改名為「安東尼堡」（現今的紅毛城）。明鄭時期，鄭成功設一府二縣，臺北地區屬於天興縣。

### 清治時期
進入清治時期後，大臺北地區在1684年（康熙23年）隸屬於臺灣府諸羅縣；1723年（雍正元年）再改隸淡水廳。清治前期，漢人移民逐漸取代與同化平埔族，並入墾山區；但清朝政府在起初以消極的態度治理臺灣，導致台灣時常發生分類械鬥與民變動盪不安；至清治後期時，因列強要求台灣開港、與發生牡丹社事件等一連串外交事件後，才轉向積極的制度治理臺灣。1875年（光绪元年），钦差大臣沈葆楨奏請設立臺北府，自此為大臺北地區獨立設治之始；其下轄新竹、淡水（淡水廳改編）、宜蘭三縣與基隆廳一廳，所以今新北市境，除包含汐止區在內的東北角各區外（清代時屬基隆廳管轄），均屬淡水縣轄區。1887年臺灣建省後，臺北府下屬各縣轄區維持不變。

### 日治時期
1895年6月，日本統治臺灣後，於北部設臺北縣，轄基隆、宜蘭、新竹三支廳，8月又增設淡水支廳。1897年，分割臺北縣而增設新竹縣及宜蘭廳，同時廢支廳，於北縣下置臺北、士林、新、滬尾、景尾、桃仔園、三角湧、樹林口、中壢、基隆、金包里、頂雙溪、水返腳等十三辦務署。1901年，廢縣置廳，裁撤辦務署，於原臺北縣轄區分設臺北、基隆、深坑、桃園、新竹等五廳。1909年，地方廳改制，臺北廳併基隆廳全部及深坑廳之大半，廳下分設十三支廳。1920年，復改革地方制度，廢廳置州、郡，新北市現有區域隸屬臺北州。

### 中華民國時期
戰後原臺北州改劃為臺北縣，臺北市與基隆市脫離成為省轄市，原街庄改制為鄉鎮，原郡則改制為縣轄區；縣治原與臺北市治所同城，後於1947年1月正式設於板橋鎮。1949年將淡水區士林、北投兩鎮增劃草山管理局。1950年宜蘭區、羅東區、蘇澳區脫離成立宜蘭縣，並裁撤各區署，各鄉鎮改由縣政府直轄。1968年士林鎮、北投鎮、景美鎮、南港鎮、木柵鄉、內湖鄉脫離併入前一年剛升格為直轄市的臺北市，形成今日行政區範圍。
因中華民國政府遷台與臺灣經濟快速發展，大量人口進臺北市郊，縣內許多鄉鎮因人口激增升格為縣轄市，全縣總人口數也不斷成長，先在1979年突破直轄市設置門檻（當時施行的《市組織法》規定為100萬人），1980年底達到225.8萬人，超越臺北市成為全臺第一大縣市，更於1990年5月突破300萬人。經過地方人士不斷爭取，臺北縣先於2007年10月1日列為準直轄市，2010年12月25日正式改制為直轄市並更名「新北市」，成為臺灣北部第二個直轄市。

## 地理

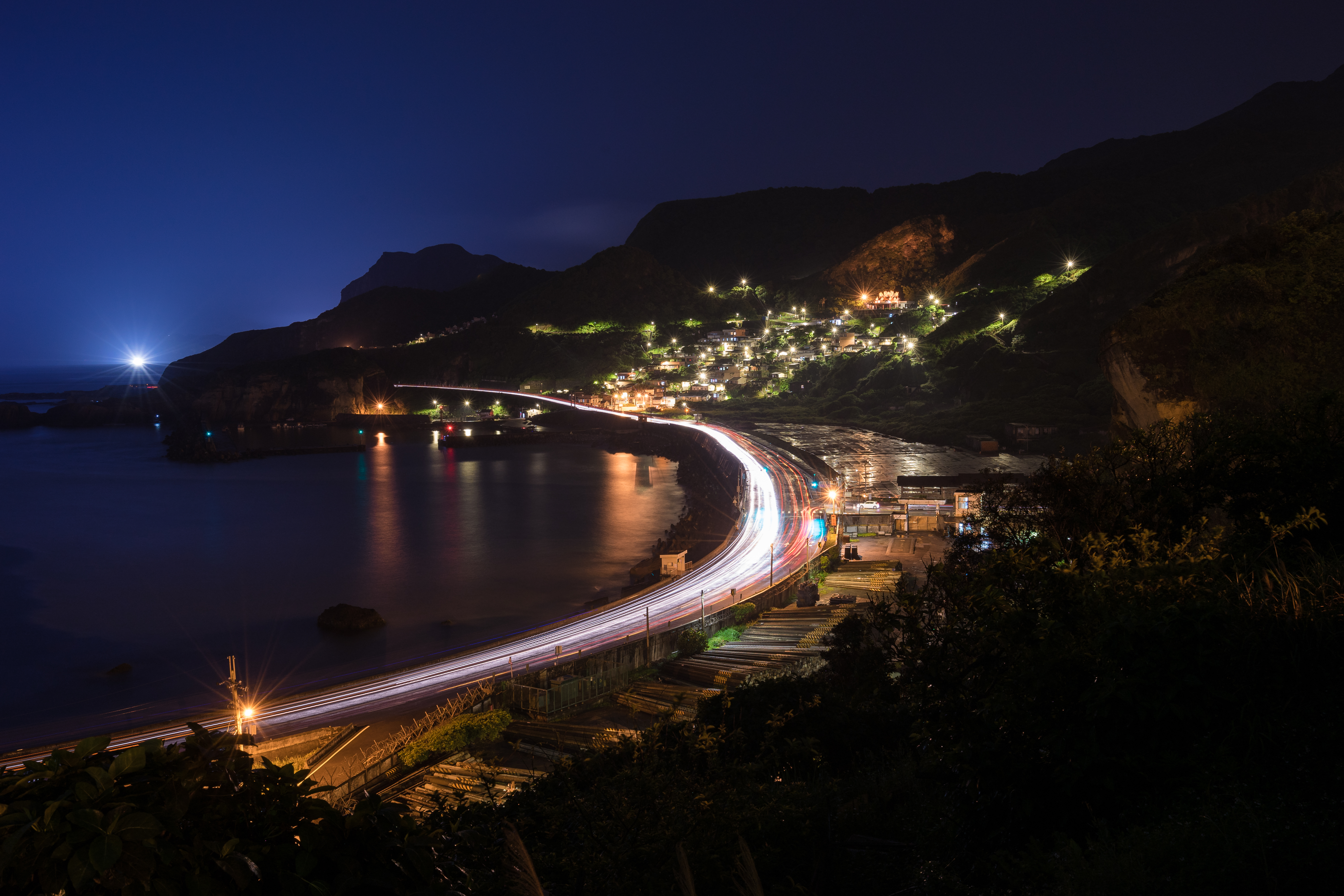
新北市兩面鄰海，圖為瑞芳區水湳洞一景

### 位置
新北市為臺灣本島最北端的都市，東臨太平洋，東北則臨太平洋的東海，兩者以鼻頭角東端為界，西臨臺灣海峽（南海），與東海以富貴角北端為界，全境環繞臺北市，東北隅與基隆市相鄰、東南鄰宜蘭縣、西南鄰桃園市。本市與臺北市、臺灣省基隆市構成臺北都會區，生活圈並擴大影響到鄰近的桃園市及宜蘭縣。新北市的轄區主要是以臺北市區為中心而發展的衛星市鎮構成，是臺灣複合城市的代表。全市極東點在貢寮區田寮洋子萊萊，位於東經122度01分26秒，北緯25度00分00秒；極西點在林口區小南灣下福，位於東經121度16分31秒，北緯24度40分05秒；極南點在烏來區巴博庫魯山（馬望來山），位於東經121度29分29秒，北緯24度40分51秒；極北點在石門區富貴角，位於東經121度31分00秒，北緯25度18分11秒；中心位置約在石碇區石碇里。

### 地形水文
全市土地面積2,052平方公里，約佔臺灣本島總面積的16分之1，海岸線全長達120公里。境內地形豐富多變，如山地、丘陵、臺地。境內除北海岸一帶多獨立入海之小型河川，及東南端一小部分溪流屬於蘭陽溪之流域外，其餘地區均屬於淡水河流域，其支流有基隆河、新店溪、景美溪、北勢溪、南勢溪、塭子溪、三峽溪、大漢溪等，大小支流錯綜交織，構成優美之地理環境。

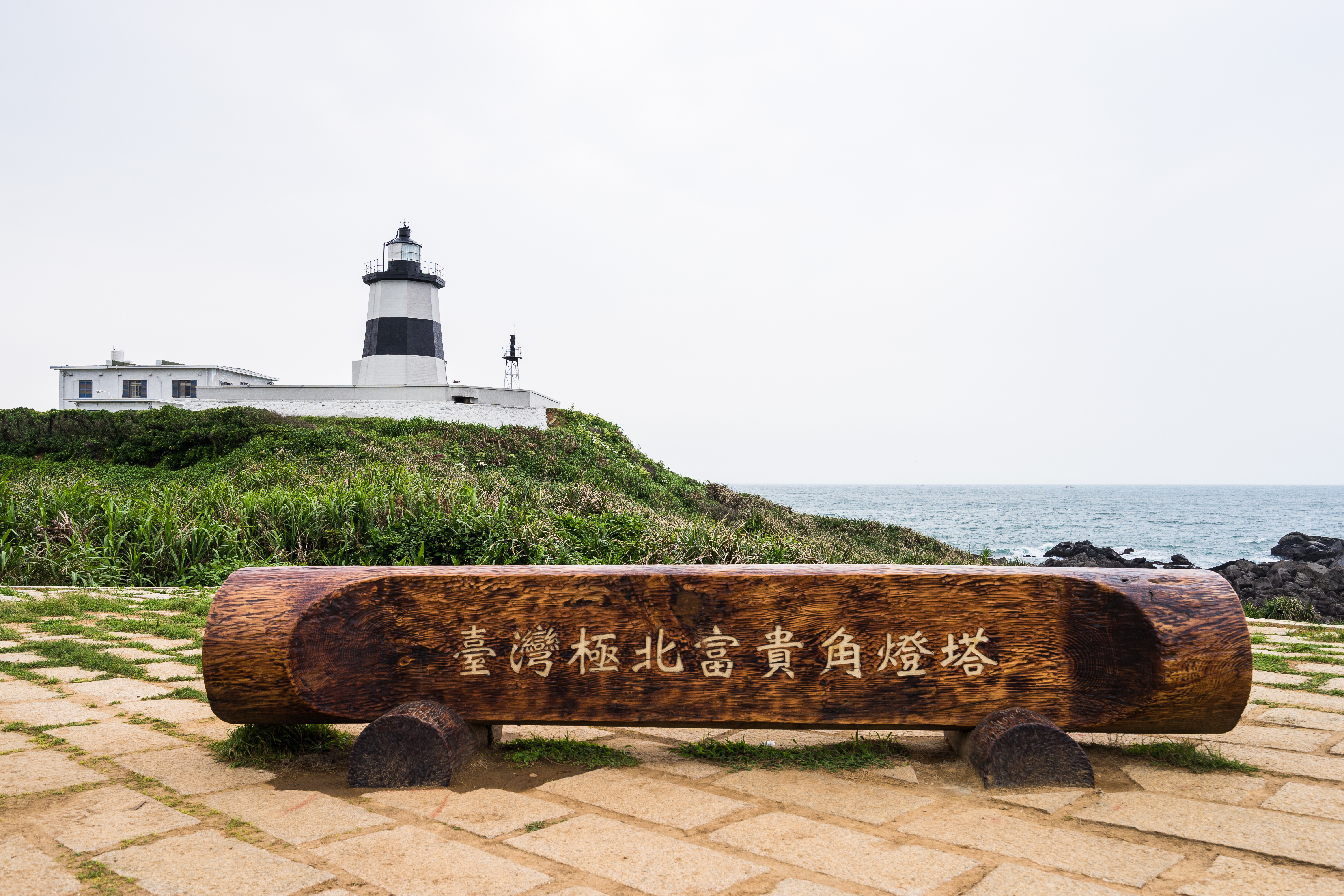
石門區富貴角為台灣本島最北點

新北市的海岸線除淡水河口以西小部分外，均屬岩岸岬灣海岸，其地形特徵為海岬與海灣相間隔，海岸線凹凸變化劇烈。凸出的海岬較著名的有富貴角、金山磺港、野柳、深澳岬、鼻頭角、龍洞岬及三貂角，其中富貴角、鼻頭角、三貂角，合稱『北台灣三角』，而富貴角與三貂角分別為台灣本島的極北點與極東點。新北市著名的海灣則有金山、野柳港、萬里、深澳港、龍洞灣及福隆，這些海灣多闢建為漁港或其他用途。

### 地質
新北市的地質可分為若干地層，位於台北盆地西部的主要地層為沖積層，由大漢溪、新店溪沖積；西北部的林口台地屬於台地堆積層；北部的大屯火山群，為台灣最龐大的火山群，其主體為火山地形，地質構造多屬安山岩。
新北市區域內擁有多種特殊地質，包括野柳的侵蝕地形（蕈狀石林、風化窗、薑狀石、壺穴和燭台石）、金瓜石的金銅礦地質、東北角龍洞的海蝕崖與海蝕平台等。

### 氣候
新北市位處副熱帶濕潤氣候區，全年雨量多而平均，其中平溪區的火燒寮更為臺灣降雨最多的地方，平均降雨量達3,749毫米（1990-2002年間）。新北市月平均最低溫為一月份的攝氏13.7度，月平均最高溫發生於七月份的攝氏34.8度。
| 板橋（平均數據2002-2020年，極端數據-2021年更新中） | 板橋（平均數據2002-2020年，極端數據-2021年更新中） | 板橋（平均數據2002-2020年，極端數據-2021年更新中） | 板橋（平均數據2002-2020年，極端數據-2021年更新中） | 板橋（平均數據2002-2020年，極端數據-2021年更新中） | 板橋（平均數據2002-2020年，極端數據-2021年更新中） | 板橋（平均數據2002-2020年，極端數據-2021年更新中） | 板橋（平均數據2002-2020年，極端數據-2021年更新中） | 板橋（平均數據2002-2020年，極端數據-2021年更新中） | 板橋（平均數據2002-2020年，極端數據-2021年更新中） | 板橋（平均數據2002-2020年，極端數據-2021年更新中） | 板橋（平均數據2002-2020年，極端數據-2021年更新中） | 板橋（平均數據2002-2020年，極端數據-2021年更新中） | 板橋（平均數據2002-2020年，極端數據-2021年更新中） |
| 月份                                               | 1月                                                | 2月                                                | 3月                                                | 4月                                                | 5月                                                | 6月                                                | 7月                                                | 8月                                                | 9月                                                | 10月                                               | 11月                                               | 12月                                               | 全年                                               |
| -------------------------------------------------- | -------------------------------------------------- | -------------------------------------------------- | -------------------------------------------------- | -------------------------------------------------- | -------------------------------------------------- | -------------------------------------------------- | -------------------------------------------------- | -------------------------------------------------- | -------------------------------------------------- | -------------------------------------------------- | -------------------------------------------------- | -------------------------------------------------- | -------------------------------------------------- |
| 历史最高温 °C（°F）                                | 29.1 (84.4)                                        | 31.9 (89.4)                                        | 33.0 (91.4)                                        | 34.9 (94.8)                                        | 38.3 (100.9)                                       | 37.6 (99.7)                                        | 39.4 (102.9)                                       | 38.3 (100.9)                                       | 37.8 (100.0)                                       | 36.3 (97.3)                                        | 33.4 (92.1)                                        | 31.2 (88.2)                                        | 39.4 (102.9)                                       |
| 平均高温 °C（°F）                                  | 19.6 (67.3)                                        | 20.9 (69.6)                                        | 22.7 (72.9)                                        | 26.5 (79.7)                                        | 30.0 (86.0)                                        | 32.7 (90.9)                                        | 34.8 (94.6)                                        | 34.2 (93.6)                                        | 31.9 (89.4)                                        | 27.9 (82.2)                                        | 25.1 (77.2)                                        | 21.0 (69.8)                                        | 27.3 (81.1)                                        |
| 日均气温 °C（°F）                                  | 16.3 (61.3)                                        | 17.0 (62.6)                                        | 18.6 (65.5)                                        | 22.2 (72.0)                                        | 25.7 (78.3)                                        | 28.0 (82.4)                                        | 29.7 (85.5)                                        | 29.3 (84.7)                                        | 27.7 (81.9)                                        | 24.5 (76.1)                                        | 21.9 (71.4)                                        | 17.8 (64.0)                                        | 23.2 (73.8)                                        |
| 平均低温 °C（°F）                                  | 13.7 (56.7)                                        | 14.1 (57.4)                                        | 15.4 (59.7)                                        | 18.9 (66.0)                                        | 22.4 (72.3)                                        | 24.8 (76.6)                                        | 26.0 (78.8)                                        | 25.9 (78.6)                                        | 24.7 (76.5)                                        | 22.0 (71.6)                                        | 19.4 (66.9)                                        | 15.3 (59.5)                                        | 20.2 (68.4)                                        |
| 历史最低温 °C（°F）                                | 3.8 (38.8)                                         | 4.9 (40.8)                                         | 2.7 (36.9)                                         | 9.8 (49.6)                                         | 13.9 (57.0)                                        | 18.8 (65.8)                                        | 22.8 (73.0)                                        | 22.6 (72.7)                                        | 19.5 (67.1)                                        | 15.8 (60.4)                                        | 9.9 (49.8)                                         | 5.6 (42.1)                                         | 2.7 (36.9)                                         |
| 平均降雨量 mm（）                                  | 101.5 (4.00)                                       | 136.1 (5.36)                                       | 179.9 (7.08)                                       | 134.6 (5.30)                                       | 243.8 (9.60)                                       | 345.6 (13.61)                                      | 225.2 (8.87)                                       | 319.0 (12.56)                                      | 262.1 (10.32)                                      | 129.1 (5.08)                                       | 101.8 (4.01)                                       | 110.3 (4.34)                                       | 2,289 (90.13)                                      |
| 平均降雨天数（≥ 0.1 mm）                           | 12.8                                               | 11.8                                               | 14.6                                               | 13.9                                               | 13.8                                               | 14.7                                               | 11.5                                               | 14                                                 | 12.5                                               | 11.1                                               | 12.4                                               | 12.8                                               | 155.9                                              |
| 平均相對濕度（％）                                 | 76.7                                               | 77.4                                               | 75.7                                               | 74.8                                               | 74.7                                               | 75.8                                               | 71.6                                               | 72.5                                               | 72.8                                               | 72.7                                               | 75.2                                               | 75.7                                               | 74.6                                               |
| 月均日照時數                                       | 75.3                                               | 77.7                                               | 94.5                                               | 101                                                | 125                                                | 143.3                                              | 215.5                                              | 189.9                                              | 159.2                                              | 116                                                | 89.2                                               | 77.8                                               | 1,464.4                                            |
| 来源：中央氣象局                                   |                                                    |                                                    |                                                    |                                                    |                                                    |                                                    |                                                    |                                                    |                                                    |                                                    |                                                    |                                                    |                                                    |

## 區劃人口

### 行政區劃
新北市轄下共29個區（含1個直轄市山地原住民區），係由原臺北縣所轄的10個縣轄市、4個鎮及15個鄉改制而來。直轄市政府所在地位於板橋區（改制前為板橋市，亦為臺北縣時期的縣治所在地）。
| 新北市行政區劃示意圖 |
|                      |

由於行政區數目過多，新北市政府在2011年委託中國地方自治學會，進行新北市行政區調整研究規劃，規畫將現行29個行政區依照不同條件，調整成13、17、22、20及24區等5種方案，而人口較多的區會一分為二。

### 人口

新北市各區人口密度圖（2009年）

新北市是全臺人口最多的直轄市，2019年5月已突破400萬人，全球城市人口排名第62位。

## 政治

### 市政組織
新北市政府是新北市的最高行政機關，屬直轄市地方自治位階，由行政院管轄。市長由市民直接选举產生，任期四年，僅能連任一次。按《新北市政府組織自治條例》，新北市政府設有22局、4處、1委員會等27個一級機關（新北市政府所設處與委員會皆為附屬機關、而非內部單位）以及28個區公所（新北市有29區，惟烏來區為山地原住民區，不含屬性為地方自治行政機關的烏來區公所）。
新北市議會則為新北市的最高立法機關，議員產生方式為公民直選，共劃分12個選區（其中2個選區為平地原住民族選區及山地原住民族選區）。
1989年解嚴後舉行首屆的地方首長選舉，當時的臺北縣由民主進步黨籍的尤清與蘇貞昌接連擔任縣長（1989年12月20日－1997年12月19日/1997年12月20日－2004年5月19日），2004年5月20日蘇貞昌出任總統府秘書長，未滿之任期1年7個月由民進黨籍副縣長林錫耀代理出任，民進黨執政計16年。直至2005年的臺北縣縣長選舉，由中國國民黨籍的周錫瑋勝選。
2010年，臺北縣改制為直轄市更名新北市，第一任市長由中國國民黨籍的朱立倫當選；2014年，朱立倫順利連任；2018年，國民黨籍的前副市長侯友宜當選第三屆市長；2022年，侯友宜順利連任。
| 屆次 | 市長           | 市長       | 市長          | 就任時間       | 卸任時間       |
| ---- | -------------- | ---------- | ------------- | -------------- | -------------- |
| 1    |                | 朱立倫照片 | 朱立倫 （國） | 2010年12月25日 | 2014年12月25日 |
| 2    | 2014年12月25日 | 朱立倫照片 | 朱立倫 （國） | 2018年12月25日 |                |
| 3    |                | 侯友宜照片 | 侯友宜 （國） | 2018年12月25日 | 2022年12月25日 |
| 4    | 2022年12月25日 | 侯友宜照片 | 侯友宜 （國） | 現任           |                |

### 選舉
新北市幅員遼闊，选民超過三百萬，故稱全國最大票倉。改制前的臺北縣，曾在解嚴後連續16年由民進黨執政，但整體而言近年來在縣市等級的首長選舉當中，選民結構是藍略微大於綠。由於新北市的外來人口眾多，故各陣營在不同的區域中互有領先。
近幾年的大型選舉中，以新北市的行政區而言，大致以大漢溪為界，溪北以三重與蘆洲屬綠營的傳統票倉，新莊、五股及泰山則傾向泛綠陣營，但林口與淡水等人口高速成長地區則稍傾向泛藍陣營；而溪南則以雙和（中和、永和）與新店（大文山區）屬於藍營的傳統票倉，汐止則傾向泛藍陣營；居中的板橋、土城、三峽與鶯歌藍綠實力相當，中間選民比例也相對較高，在層級較高的選舉中往往具有特殊指標性；至於較為周邊的行政區，則是藍綠各有優勢。

### 中央政府機構
新莊副都心設有行政院新莊聯合辦公大樓，是兩處中央部會的合署辦公建築之一，於2014年1月28日啟用，目前有文化部、勞動部職業安全衛生署、勞動部勞動力發展署、客家委員會、原住民族委員會、法務部行政執行署新北分署、國家發展委員會檔案管理局、內政部國土管理署下水道工程分署、財政部北區國稅局新莊稽徵所等機關進駐辦公。

### 司法機關
新北市的29區現分屬四座地方法院管轄，其中最主要的為臺灣新北地方法院，屬於普通法院，位於土城區，舊稱板橋地方法院；新北地方法院管轄新北市西部的13個市轄區，轄區人口目前已經超過300萬人，是中華民國所轄最多人口的地方法院。除此之外，汐止區與北海岸地區屬臺灣士林地方法院轄區、大文山區屬臺灣臺北地方法院轄區、東北角各區則屬臺灣基隆地方法院管轄。

## 經濟產業

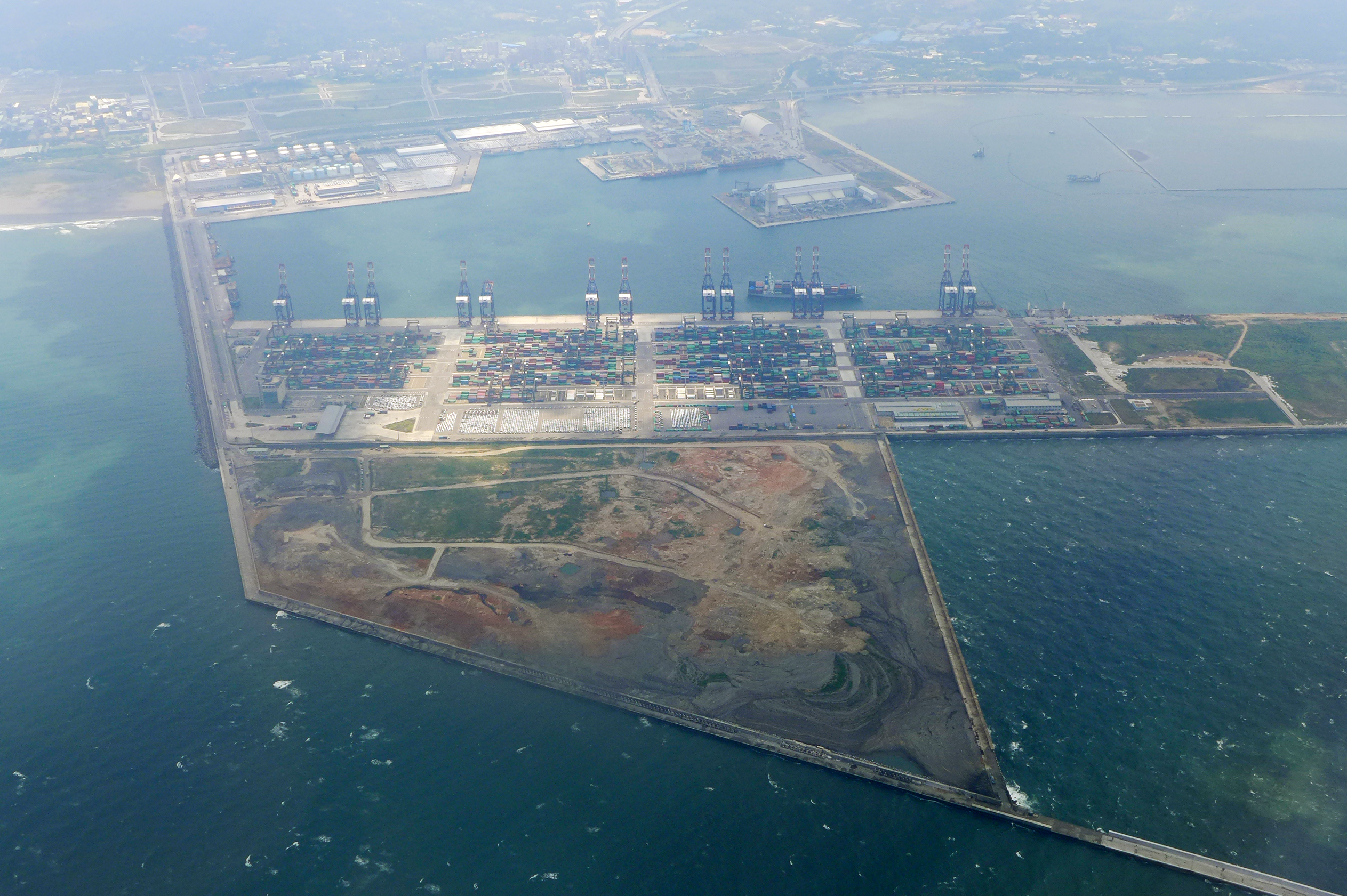
台北港全貌

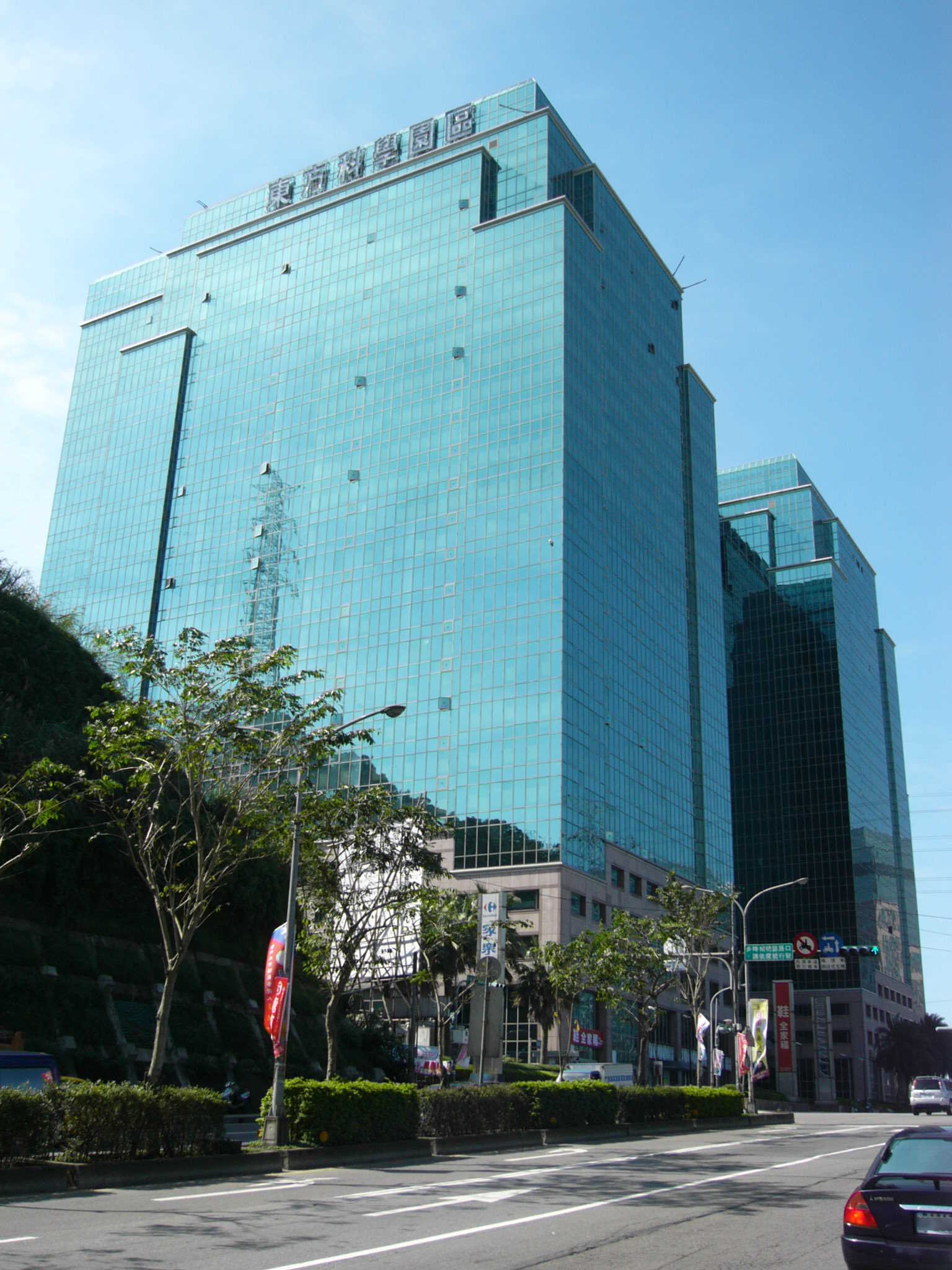
汐止東方科學園區一景

### 農林漁牧業
新北市近年來發展為都會區，農業人口比例較少且愈趨高齡化，原有的農漁業區域特性，逐漸因生產環境受到工商業用地需求殷切的擠壓，及遭逢1990年代加入WTO之後所帶來國外農產品進口競爭的雙重壓力下，加速轉型為觀光、休閒、旅遊產業的機能性發展。目前新北市耕作面積約1萬4千公頃，特色農產品包括金山區甘藷、三芝區菰、五股區綠竹筍及八里區文旦等。漁業部分，新北市擁有126公里海岸線，轄區內有30處漁港，漁業資源豐富且多樣，萬里蟹即為新北市的海產行銷品牌。

### 工商及服務業
新北市產業發展很早，早期的特殊產業集中瑞芳、平溪鐵路一帶的礦業與鶯歌的陶瓷業，國民政府遷台後，由於原本在大龍峒、南港一帶的五金機械業，外移至新北市的三重、汐止區一帶，開始奠定新北市製造業的基礎。在1960年代出口導向經濟政策下，食品、紡織、電子、塑膠業等民生工業興起，一開始集中在省道縱貫線與台三線一帶的新莊、三重、板橋、中和、新店等地；以電子產業的發展為例，1960年代政府陸續頒佈《獎勵投資條例》及《外國人投資條例》等法案，使得新北市成功地引進外資投資工業，並且創造就業機會；1966年，通用電子在新店設廠，首開先例，打響了『工業發展投資研究小組』（IDIC）的政策，為外資找到廉價勞工的同時，也奠下新北市電子業發展的基礎。在當時的獎投條例下，通用設廠不僅獲得政府的行政支援，工業策進會亦協助代辦申請工廠設立及建築許可。在優渥的投資條件下，其他美商如艾德蒙、精密、飛歌、德州儀器及摩托羅拉等公司也陸續跟進設廠，但在高速發展的背後，也產生了環境汙染及職業災害等問題，如1972年發生在淡水的飛歌事件。1980年代隨著樹林、泰山、土城、瑞芳及林口等工業區及新市鎮的開發，工業的發展逐漸由市中心往市郊延伸，長期投資業者不斷加入，強化了新北市的產業基礎。
在工業就業人口中，以製造業和營造業為大宗，各佔總就業人口27.82%和8.90%；至於在服務業就業人口中，則以批發及零售業、住宿及餐飲業、金融及保險業、其他服務業、運輸及倉儲業、教育服務業為大宗。
目前新北市轄內共有六大主要工業區，由經濟部工業局開發者為新北產業園區、土城工業區、瑞芳工業區、樹林工業區及林口工業區，泰山工業區則為民間開發。除此之外，尚有多處小型工業區。
汐止區則為近年崛起的新興工商區域，區內登記資本額1億元以上公司高達7,175家，包括宏碁、緯創、增你強、浩漢、宇瞻與台灣航電等多家國際級企業進駐；目前市府已將汐止區的社后樟樹灣工業區、市中心工業區以及保長坑工業區等3處地區規劃成為『大汐止經貿園區』的產業核心聚落。大汐止經貿園區定位為「新北市產業黃金走廊」東區重點計畫，要將既有的產業串聯成北台科技廊帶，希望吸引國際企業總部進駐，進而創造磁吸群聚效應，帶動整體繁榮發展，預計未來增加約三萬名就業人口，兩兆元以上的年產值。

#### 工業園區列表
| 工業區                         | 所屬行政區           | 面積（公頃） | 工廠數 | 資料來源 |
| ------------------------------ | -------------------- | ------------ | ------ | -------- |
| 三民工業區                     | 板橋區               | 9.48         | 55     | [ 37 ]   |
| 中山工業區                     | 板橋區               | 4.32         | 10     | [ 38 ]   |
| 台北遠東通訊園區               | 板橋區               | 24.37        | 26     | [ 39 ]   |
| 民生工業區                     | 板橋區               | 4.34         | 17     | [ 40 ]   |
| 化成工業區                     | 新莊區               | 112.97       | 1309   | [ 41 ]   |
| 西盛工業區                     | 新莊區               | 24.58        | 107    | [ 42 ]   |
| 三和工業區                     | 三重區               | 23.84        | 295    | [ 43 ]   |
| 中正北路工業區                 | 三重區               | 59.58        | 903    | [ 44 ]   |
| 頂崁工業區                     | 三重區               | 142.75       | 1502   | [ 45 ]   |
| 和平工業區                     | 蘆洲區               | 9.43         | 202    | [ 46 ]   |
| 德仁工業區                     | 蘆洲區               | 6.70         | 13     | [ 47 ]   |
| 溪墘工業區                     | 蘆洲區               | 4.54         | 36     | [ 48 ]   |
| 二八張工業區                   | 中和區               | 170.29       | 2379   | [ 49 ]   |
| 興南工業區                     | 中和區               | 13.14        | 1      | [ 50 ]   |
| 土城工業區                     | 土城區               | 112.97       | 469    | [ 51 ]   |
| 中華工業區                     | 土城區               | 51.71        | 166    | [ 52 ]   |
| 永寧工業區                     | 土城區               | 71.86        | 433    | [ 53 ]   |
| 金城工業區                     | 土城區               | 10.93        | 1      | [ 54 ]   |
| 頂埔工業區                     | 土城區               | 25.66        | 78     | [ 55 ]   |
| 頂埔高科技園區                 | 土城區               | 7.62         | -      | [ 56 ]   |
| 三俊工業區                     | 樹林區               | 86.91        | 1189   | [ 57 ]   |
| 大同科技園區                   | 樹林區               | 14.43        | 13     | [ 58 ]   |
| 山佳工業區                     | 樹林區               | 138.78       | 715    | [ 59 ]   |
| 光武工業區                     | 樹林區               | 10.18        | 119    | [ 60 ]   |
| 光華產專區                     | 樹林區               | 4.65         | -      | [ 61 ]   |
| 光興工業區                     | 樹林區               | 4.38         | 29     | [ 62 ]   |
| 保安工業區                     | 樹林區               | 12.69        | 111    | [ 63 ]   |
| 俊英工業區                     | 樹林區               | 13.18        | 171    | [ 64 ]   |
| 備內工業區                     | 樹林區               | 9.65         | 148    | [ 65 ]   |
| 新樹工業區                     | 樹林區               | 183.34       | 1805   | [ 66 ]   |
| 樹林工業區                     | 樹林區               | 30.58        | 126    | [ 67 ]   |
| 樹德工業區                     | 樹林區               | 0.66         | -      | [ 68 ]   |
| 篤行工業區                     | 樹林區               | 3.00         | 2      | [ 69 ]   |
| 大湖工業區                     | 鶯歌區               | 5.94         | -      | [ 70 ]   |
| 永吉工業區                     | 鶯歌區               | 6.99         | 2      | [ 71 ]   |
| 永昌工業區                     | 鶯歌區               | 45.16        | 120    | [ 72 ]   |
| 桃鶯工業區                     | 鶯歌區               | 10.31        | -      | [ 73 ]   |
| 福安工業區                     | 鶯歌區               | 6.46         | 3      | [ 74 ]   |
| 福昌工業區                     | 鶯歌區               | 10.05        | 14     | [ 75 ]   |
| 鶯歌工業區                     | 鶯歌區               | 18.93        | 16     | [ 76 ]   |
| 介壽工業區                     | 三峽區               | 12.51        | 48     | [ 77 ]   |
| 林口工一工業區                 | 林口區               | 105.62       | -      | [ 78 ]   |
| 林口工業區                     | 林口區、桃園市龜山區 | 59.70        | 91     | [ 79 ]   |
| 南亞工業區                     | 林口區               | 136.42       | 11     | [ 80 ]   |
| 寶林工業區                     | 林口區               | 8.28         | 2      | [ 81 ]   |
| 中山工業區                     | 泰山區               | 29.22        | 242    | [ 82 ]   |
| 泰林工業區                     | 泰山區               | 12.19        | 85     | [ 83 ]   |
| 零星工業區                     | 泰山區               | 0.13         | -      | [ 84 ]   |
| 工商工業區                     | 五股區               | 26.13        | 94     | [ 85 ]   |
| 中油專區                       | 五股區               | 28.41        | 1      | [ 86 ]   |
| 成泰工業區                     | 五股區               | 5.36         | 1      | [ 87 ]   |
| 新北產業園區                   | 五股區、新莊區       | 128.66       | 1001   | [ 88 ]   |
| 八里工業區                     | 八里區               | 36.30        | 79     | [ 89 ]   |
| 八里龍形工業區                 | 八里區               | 13.79        | 40     | [ 90 ]   |
| 中正東一區                     | 淡水區               | 4.16         | 29     | [ 91 ]   |
| 中正東二區                     | 淡水區               | 5.10         | 11     | [ 92 ]   |
| 中正東三區                     | 淡水區               | 8.43         | 1      | [ 93 ]   |
| 淡竹工業區                     | 淡水區               | 5.05         | 13     | [ 94 ]   |
| 淡海新市鎮工業區               | 淡水區               | 101.15       | 9      | [ 95 ]   |
| 北四工業區                     | 三芝區               | 6.12         | -      | [ 96 ]   |
| 北海岸風景特定區都市計畫工業區 | 石門區               | 2.13         | -      | [ 97 ]   |
| 中正工業區                     | 新店區               | 24.89        | 246    | [ 98 ]   |
| 安光工業區                     | 新店區               | 9.26         | 2      | [ 99 ]   |
| 安坑工業區                     | 新店區               | 4.11         | -      | [ 100 ]  |
| 安和一區                       | 新店區               | 2.18         | 2      | [ 101 ]  |
| 安和二區                       | 新店區               | 7.27         | 14     | [ 102 ]  |
| 竹林工業區                     | 新店區               | 1.89         | -      | [ 103 ]  |
| 寶橋工業區                     | 新店區               | 60.28        | 384    | [ 104 ]  |
| 金寶工業區                     | 深坑區               | 11.98        | 60     | [ 105 ]  |
| 信義工業區                     | 深坑區               | 21.33        | 275    | [ 106 ]  |
| 石碇工業區                     | 石碇區               | 0.91         | -      | [ 107 ]  |
| 市中心工業區                   | 汐止區               | 29.92        | 43     | [ 108 ]  |
| 社后樟樹灣工業區               | 汐止區               | 141.57       | 752    | [ 109 ]  |
| 保長坑工業區                   | 汐止區               | 95.13        | 130    | [ 110 ]  |
| 金山工業區                     | 金山區               | 2.95         | 1      | [ 111 ]  |
| 萬里工業區                     | 萬里區               | 0.55         | -      | [ 112 ]  |
| 一坑工業區                     | 瑞芳區               | 11.34        | 1      | [ 113 ]  |
| 瑞芳工業區                     | 瑞芳區               | 38.31        | 58     | [ 114 ]  |
| 雙菁工業區                     | 平溪區               | 5.22         | -      | [ 115 ]  |
| 濱海工業區                     | 貢寮區               | 2.79         | -      | [ 116 ]  |

#### 臺北港特定區
臺北港特定區位於台北港週邊八里、林口一帶約1138公頃土地，為新北市為配合台北港開港所規劃之都市更新計畫，特定區內預定為物流、運輸、倉儲、會議中心等使用，「台北港特定區」正由內政部區域委員會審理，將台北港提升為國際商港。

### 能源
新北市是全球唯一市內有三座核能電廠的都市，其中位於石門區的第一核能發電廠與萬里區的第二核能發電廠目前商轉中，貢寮區的第四核能發電廠已經興建完畢，唯臺灣社會對於核四是否運轉仍有諸多正反意見，目前尚為封存狀態；火力發電廠則有位於林口區的林口發電廠，啟用於1968年，為當時台電系統容量最大（30萬瓩）之可燃煤及燃油火力發電機組。水力發電廠部分則有新店區的桂山發電廠，桂山電廠下轄五座機組，其中四座位於新北市，皆位於新店溪水系流域，分別為桂山機組、烏來機組、粗坑機組及翡翠分廠。

## 交通

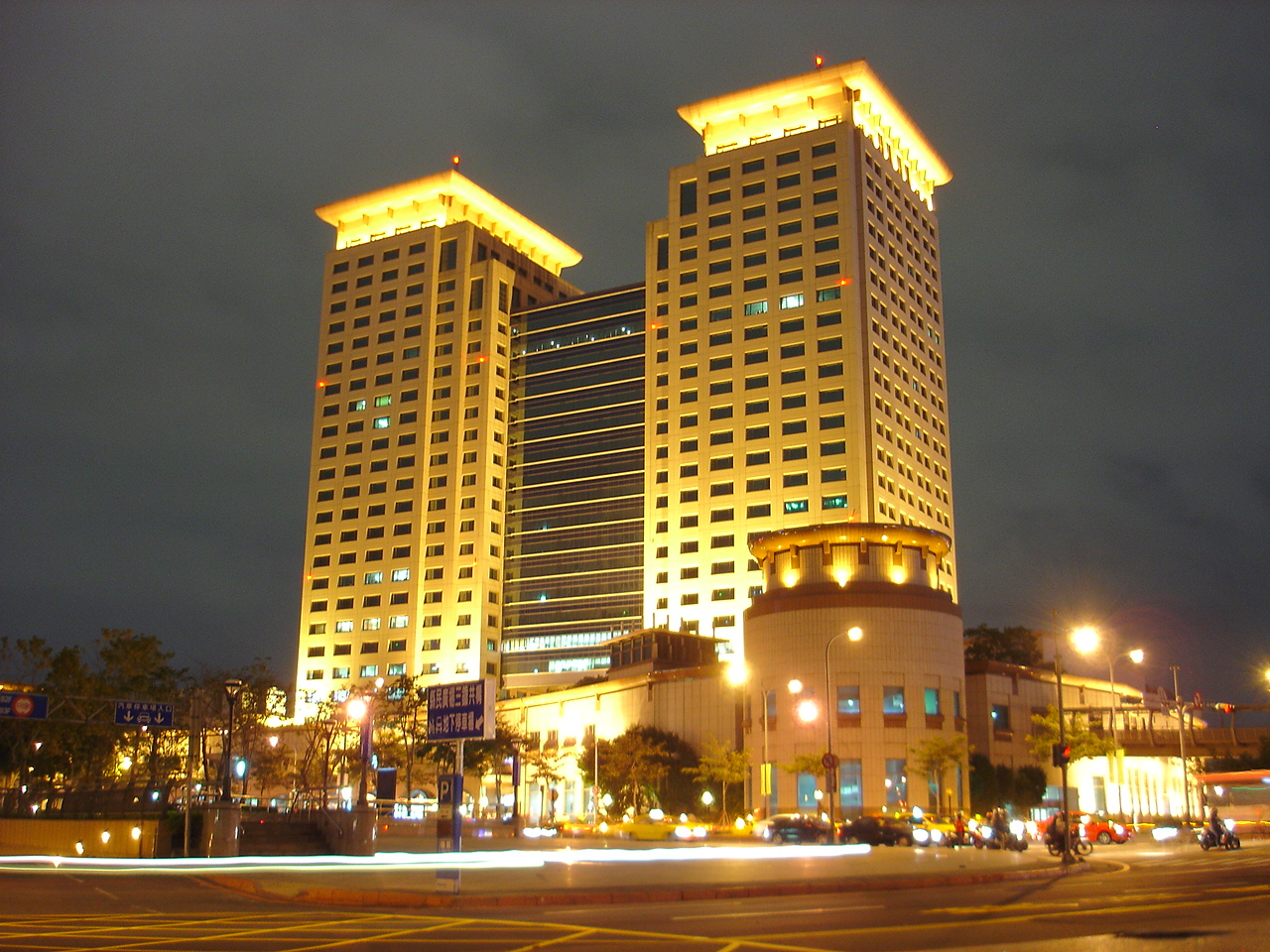
新北市交通樞鈕：位於新板特區的板橋車站，為臺鐵、高鐵、板南線、環狀線共構

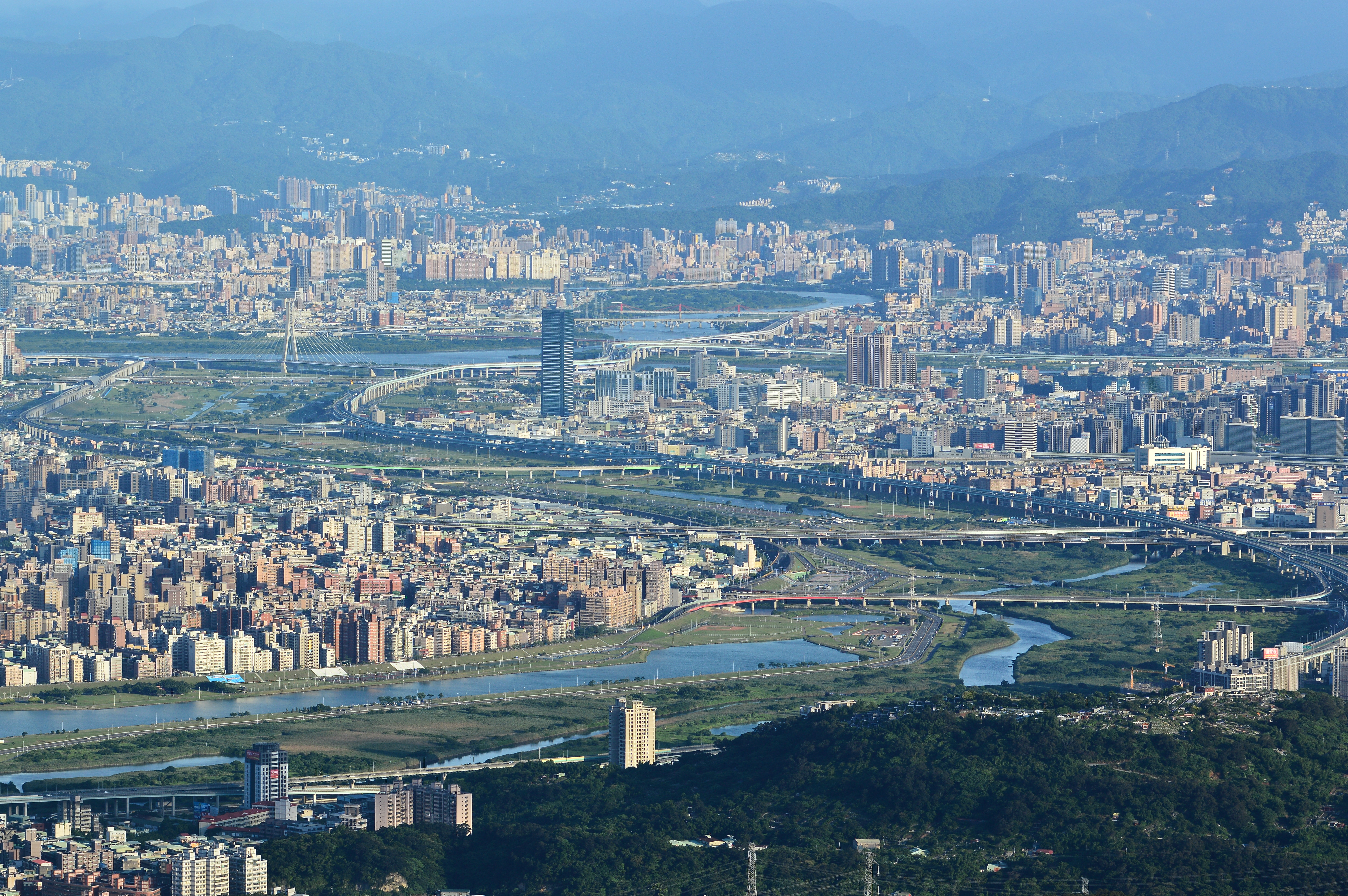
台64線連接新北市五股、蘆洲、三重、新莊、板橋、永和、中和、新店等人口密集的行政區，為市內重要的交通幹道之一

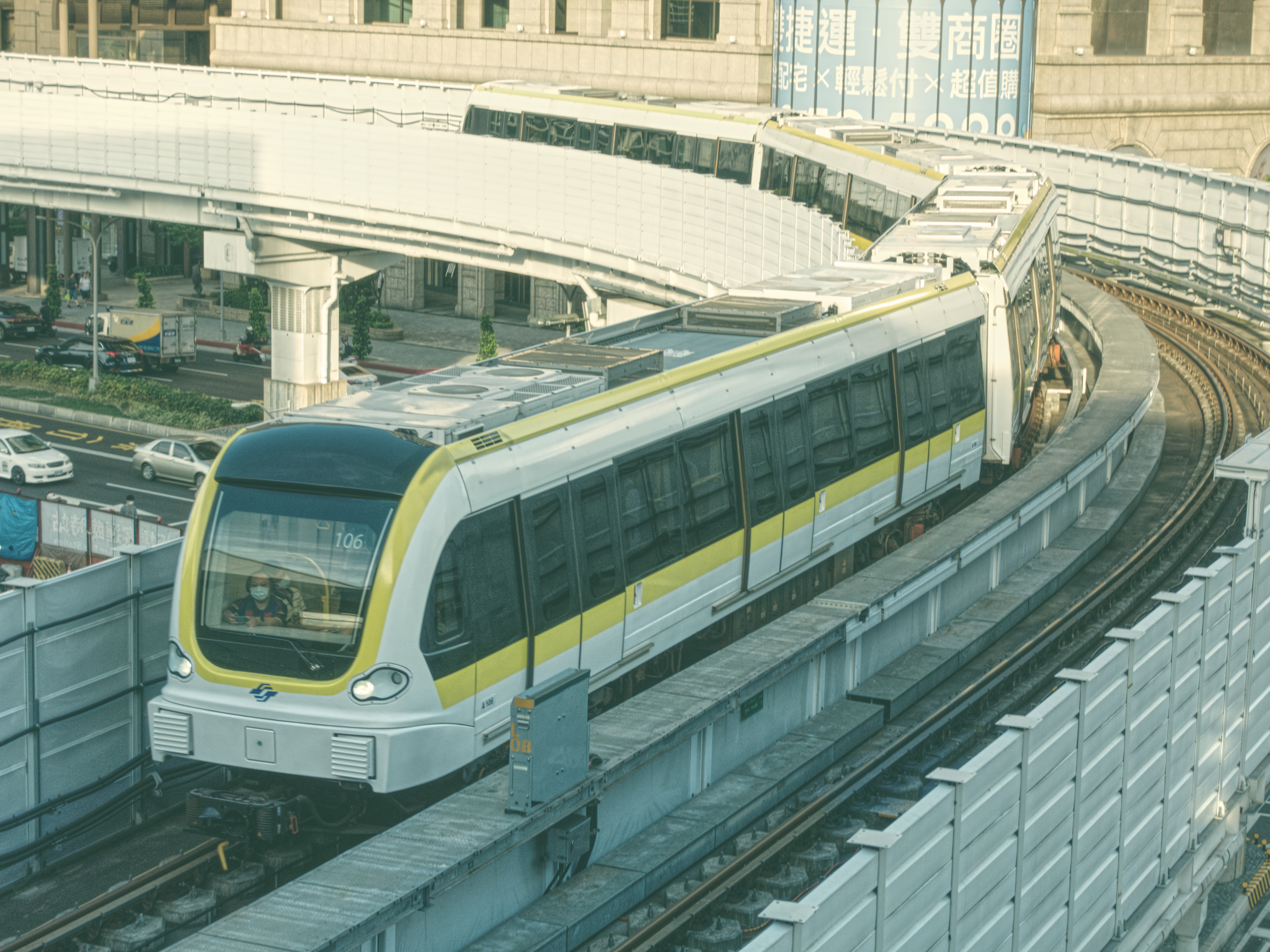
臺北捷運環狀線列車

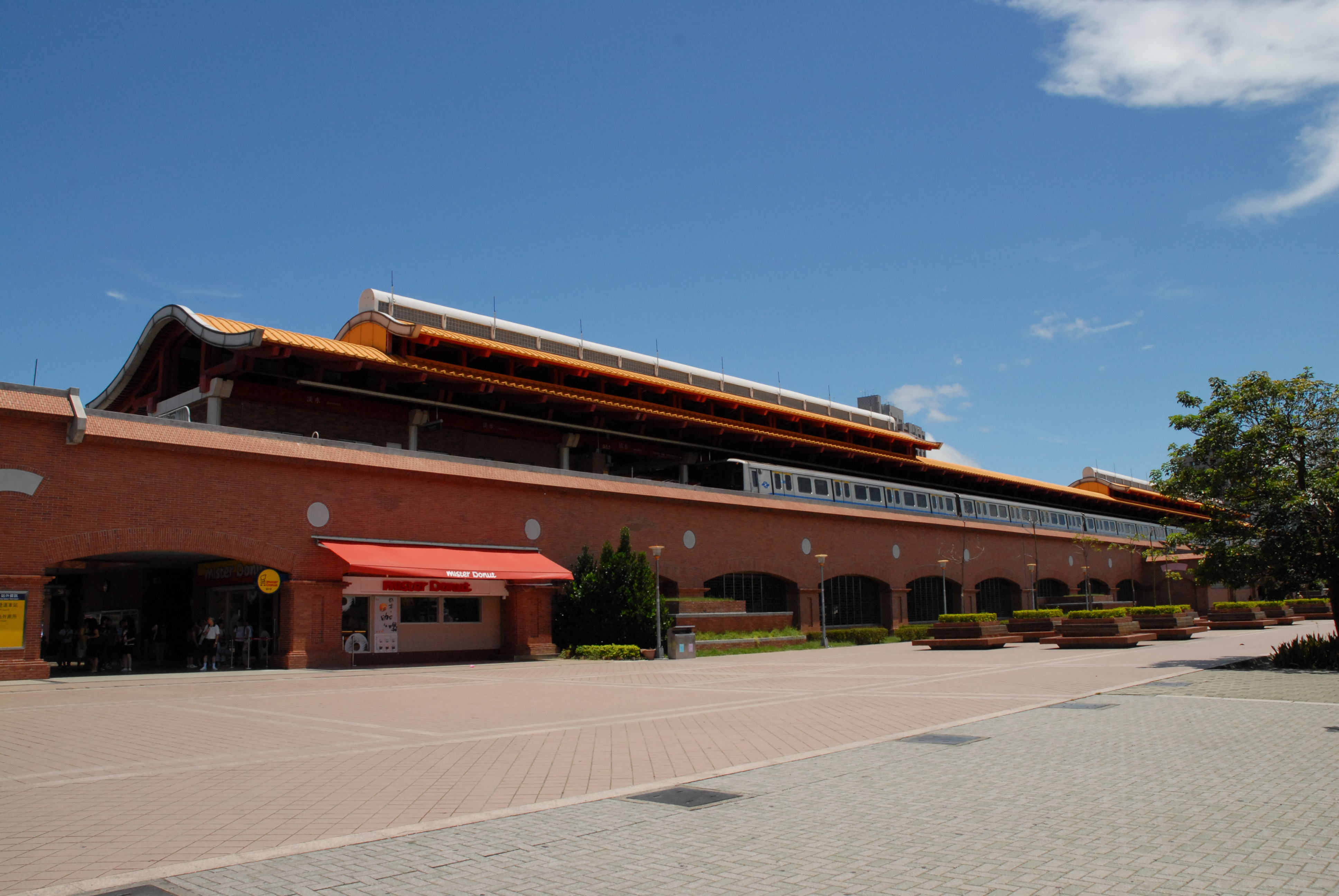
台北捷運淡水信義線淡水站

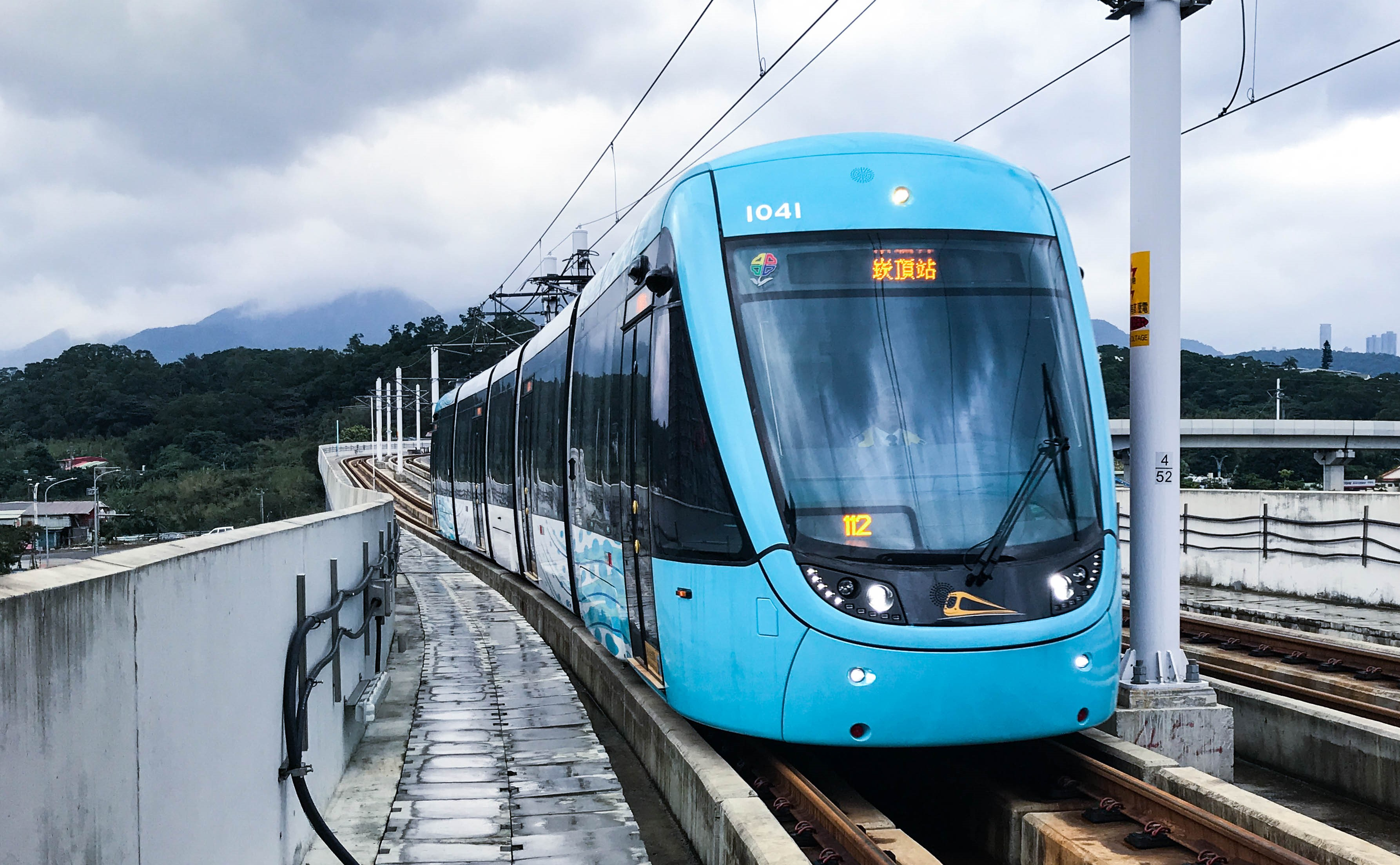
新北捷運淡海輕軌列車

新北市的人口眾多，市區的交通流量十分龐大。每逢尖峰時段或假日，經常會有大量人潮、車潮流動於市區內或臺北、新北兩市之間，導致市區內各重要幹道常出現交通堵塞的情形。為求儘可能在短時間內疏散人潮、車潮，並減少塞車情形，因此除了一般道路外，亦興建多條快速道路與聯外橋樑。但因新北市的主要行政區過去皆為全面依賴臺北市的衛星城市，因此交通建設早期以聯絡新北市與臺北市為主，較少以新北市為主體的交通建設；直到最近台北都會區擴大加上升格直轄市等效應，如台64線、台65線、臺北捷運環狀線、萬大-中和-樹林線及新北捷運淡海輕軌、安坑輕軌、三鶯線等交通建設才逐一興建或規劃完成。

### 臺鐵、高鐵
- 臺灣鐵路在目前在新北市的主要路線有縱貫線、宜蘭線；其中位於新板特區的板橋車站為新北市的交通樞鈕，包括臺鐵、高鐵、板南線及環狀線都與該站共構。平溪線則為由臺鐵所經營的傳統鐵路支線，最初是為了運輸自沿線礦坑開採而得的煤矿而興建此路線，後來並兼辦客運。平溪線沿線旅遊景點眾多，現在已經為新北市的重要觀光資產。
- 台灣高鐵在新北市境內設有板橋車站，並與台鐵、捷運共構。

### 捷運及輕軌
目前新北市板橋區、新莊區、中和區、永和區、新店區、淡水區、土城區、三重區、蘆洲區、泰山區、林口區已有捷運系統。
- 通往鶯歌區、三峽區等之捷運正在興建中。
- 通往汐止區、樹林區、五股區、八里區、深坑區、石碇區之捷運正在規劃中。

捷運或輕軌系統位於新北市境內的由新北市政府捷運工程局負責規劃與營運事宜。2018年1月26日，新北捷運公司正式成立，成為台灣第四座大眾捷運系統。
- 台北捷運[註 1]： 淡水信義線、 中和新蘆線、 松山新店線（含 小潭支線）、 板南線、 萬大-中和-樹林線（興建中）
- 新北捷運[註 2]： 淡海輕軌[122]、 環狀線、 安坑輕軌、 三鶯線（興建中）、五股泰山輕軌（規劃中）
- 桃園捷運[註 3]： 機場線

### 主要道路

#### 高速公路
新北市境內現有主要高速公路三條，共設有18個交流道及端點。
國道一號（中山高速公路）呈東西向，為溪北地區的三重、蘆洲、五股、新莊、泰山、林口聯絡台北都會區及臺灣西部各縣市的交通要道；國道三號（福爾摩沙高速公路）亦呈東西向，主要行經溪南的新店、中和、板橋、土城、樹林、三峽、鶯歌。國道一號及國道三號在新北市內可藉由汐止區的汐止系統交流道連接。
國道五號（蔣渭水高速公路）行經市內的石碇、坪林，為台北都會區通往宜蘭縣的交通要道，其中國道五號的雪山隧道有三分之二位於新北市坪林區境內。
另兩條高速公路，雖主要路線不在新北市境內，但均各有一座交流道位於新北市；鶯歌系統交流道位於鶯歌區，用於連結國道二號（桃園環線高速公路）與國道三號；深坑端則位於深坑區，為國道三號甲線的終點。

| 國道一號（中山高速公路） - 10 汐止汐止交流道 - 11 汐止系統汐止系統交流道（連接國道三號） - 27 三重三重交流道 - 32 五股轉接道 - 33 五股五股交流道 - 35 泰山轉接道 - 41 林口林口交流道 | 國道三號（福爾摩沙高速公路） - 10 汐止系統汐止系統交流道（連接國道一號） - 12 新台五路新台五路交流道 - 26 新店新店交流道 - 31 安坑安坑交流道 - 35 中和中和交流道 - 42 土城土城交流道 - 47 樹林樹林交流道 - 50 三鶯三鶯交流道 - 54 鶯歌系統鶯歌系統交流道（連接國道二號） | 國道五號（蔣渭水高速公路） - 4 石碇石碇交流道 - 14 坪林坪林交流道 國道二號 - 20 鶯歌系統鶯歌系統交流道（連接國道三號） 國道三號甲線 - 6 深坑端：深坑端 |

註：國道1號與國道3號的左右是按照地理位置編排。
其他縣市的快速道路
•水源快速道路
| - 台61線：西部濱海快速公路 - 台62線：東西向快速公路萬里瑞濱線 - 台62甲：基隆港東岸聯外道路 - 台64線：東西向快速公路八里新店線 - 台65線：新北市特二號快速道路 - 新北環河快速道路 | - 台1線（三重至樹林，新北大道） - 台1甲線（三重至樹林，重新路） - 台2線：淡金公路、基金公路、北部濱海公路 - 台2甲線：陽金公路 - 台2乙線：北淡公路 - 台2丙線：基福公路 - 台2丁線：瑞八公路 - 台3線（板橋至三峽） - 台5線：北基公路（汐止路段） - 台5甲線：起點在台5線上（汐止大同路） - 台7線 - 台7乙線（三峽路段） - 台9線：北新公路、北宜公路（新店至坪林） - 台9甲線：新烏公路 - 台15線：西濱公路（八里至林口） | - 市道101號（三芝至淡水） - 市道101甲線：百拉卡公路 - 市道102號：基瑞公路、瑞雙公路 - 市道102甲線（雙溪至貢寮） - 市道103號（八里至三重） - 市道103甲線（蘆洲至三重） - 市道104號（三重路段） - 市道105號（八里至林口） - 市道106號（林口至瑞芳） - 市道106甲線（泰山至板橋） - 市道106乙線（深坑至坪林） - 市道107號（五股至樹林） - 市道107甲線（五股至新莊） - 市道108號（林口至三重） - 市道109號：深南公路 - 市道110號（鶯歌至新店） - 市道110乙線（鶯歌路段） - 市道111號（永和至新店） - 市道114號（鶯歌至板橋） - 市道116號（樹林至板橋） - 131條新北市區道 |

### 公車

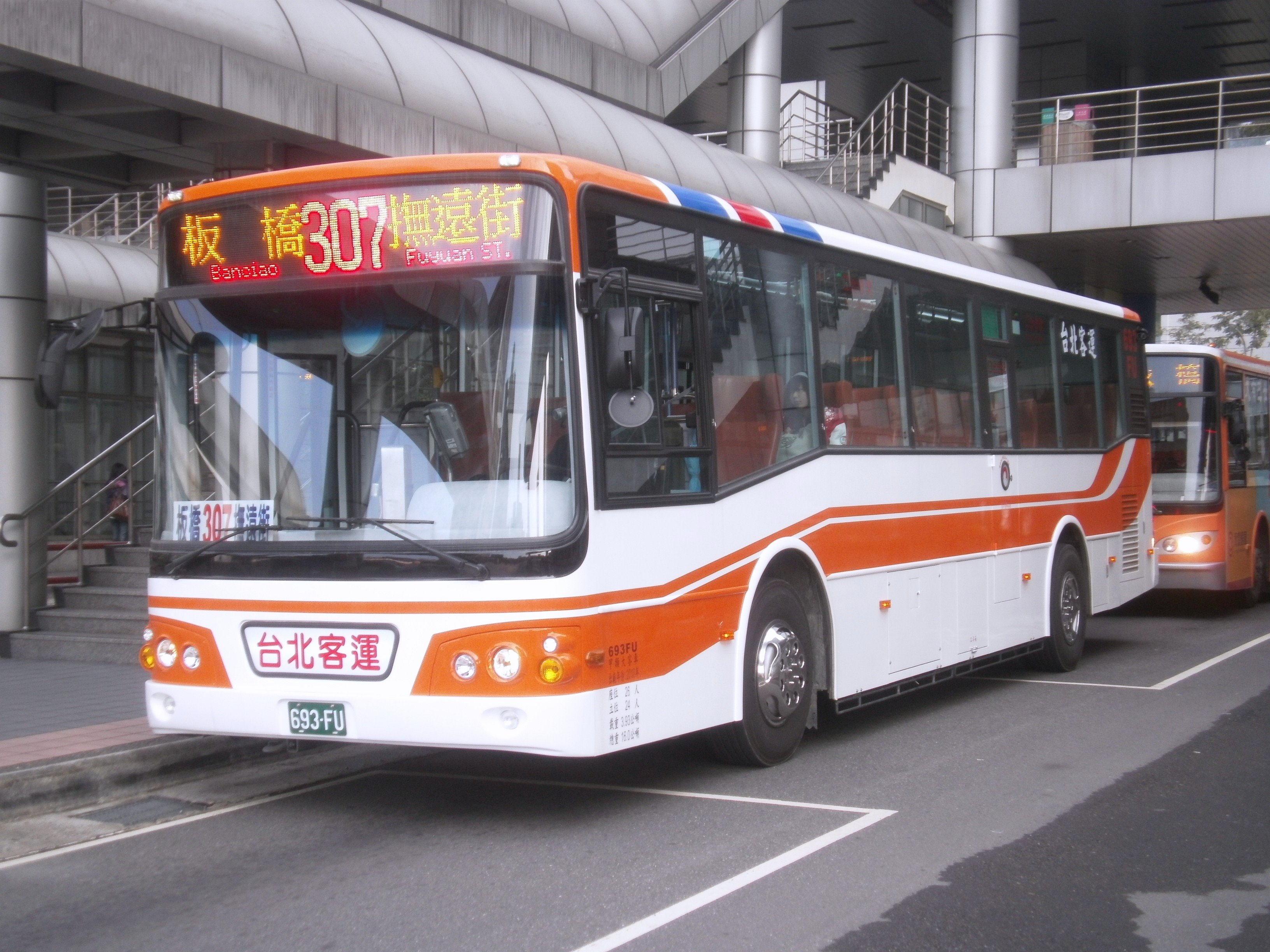
台北聯營公車307路線連接新北市與台北市，是大臺北地區重要、最密集和運量最多的公車路線

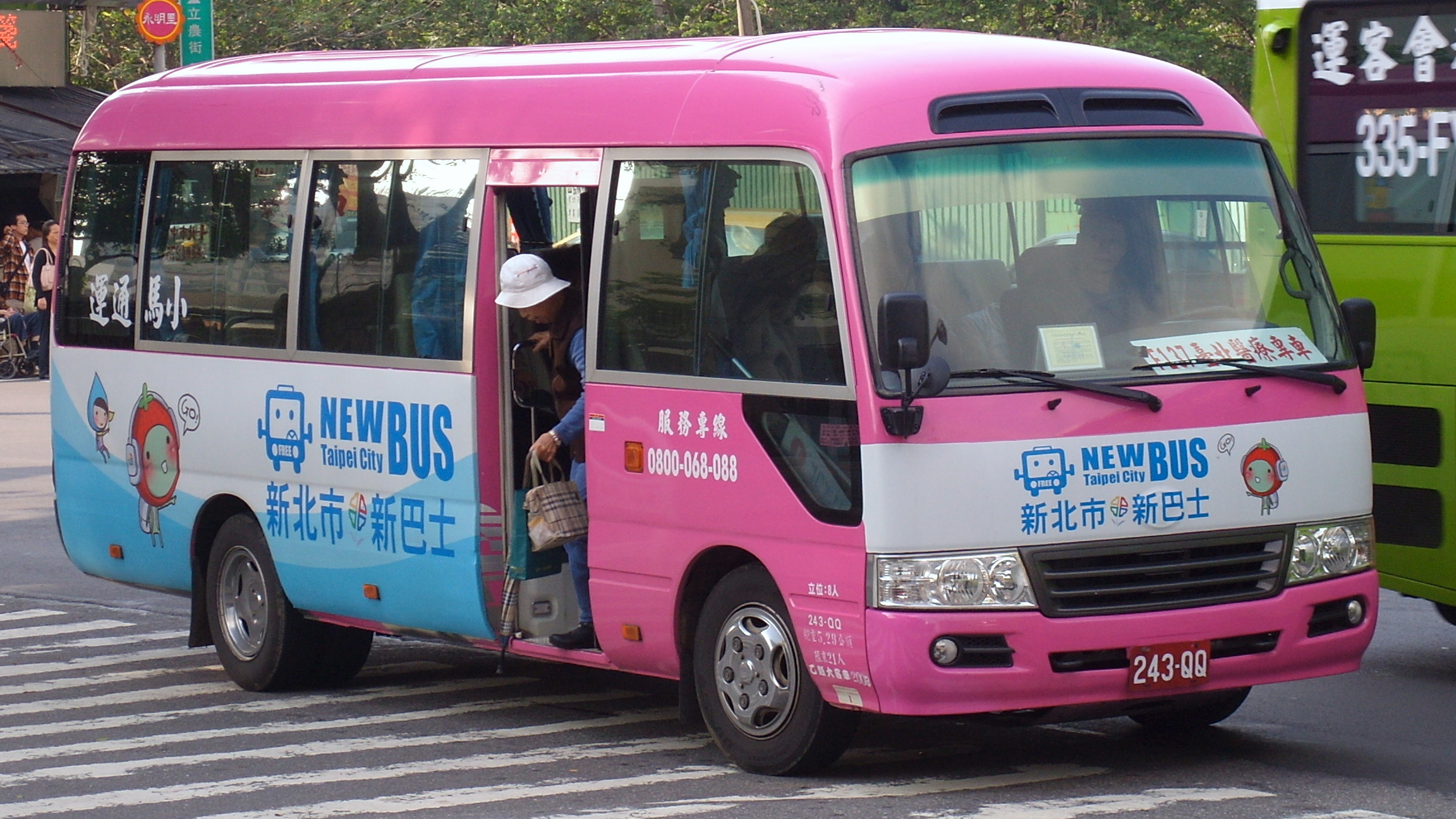
小馬通運的新北市新巴士F137路線，車身廣告以官方標準主視覺進行識別

服務新北市的主要客運公司包括首都客運、台北客運、新北客運、淡水客運、指南客運、中興巴士、光華巴士、基隆客運、三重客運、國光客運、大都會客運、新店客運、欣欣客運、福和客運。
目前以新北市政府交通局作為主管機關的新北市市區公車由臺北市公車聯營管理中心建立路線編碼系統，並與臺北市聯營公車整合，目前民間常以臺北聯營公車兼指臺北市和新北市的市區公車。除付費聯營公車外，臺北縣時期各鄉鎮市為服務偏遠地區並鼓勵搭乘大眾運輸工具，陸續推出免費公車，升格後新北市政府整合了這些路線，並統稱為「新巴士」。

### 客運
- 公路客運

三重客運（1212 公西-三重）、國光客運

### 自行車
新北市自行車道包括數條供給民眾休閒及運動使用的自行車專用道路，沿途結合觀光景點，並設置相關公共設施自行車租借系統方便民眾騎乘時使用。

#### 公共自行車租賃系統
新北市公共自行車租賃系統是新北市的公共自行車租賃系統，採用無人化自助式服務。原先的NewBike系統由新北市政府環境保護局建置和營運，2015年4月停用。取而代的是由新北市政府交通局提案、捷安特公司負責建置和營運的YouBike系統。
截至2018年10月22日，YouBike微笑單車於市內設有505個站點。
在深澳，有鐵道自行車，只要從八斗子車站出站，就看到深澳鐵道自行車八斗子站。

### 河運
淡水河曾為台灣唯一具有航運功能的河川，後因淡水河航道逐漸淤塞，其河運也因此沒落。目前新北市境內的碼頭主要是作為觀光用途。

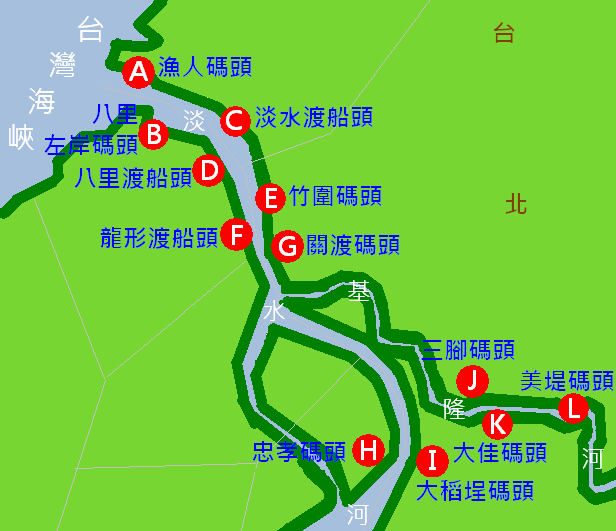
大臺北地區周邊碼頭地理位置圖。A:漁人碼頭B：八里左岸碼頭　C：淡水渡船頭D:八里渡船頭　E：竹圍碼頭F:龍形渡船頭　G:關渡碼頭　H:忠孝碼頭I:大稻埕碼頭　J:三腳渡船頭　K：大佳碼頭L：美堤碼頭

- 漁人碼頭（位於淡水區）大臺北地區周邊碼頭地理位置圖。A:漁人碼頭（页面存档备份，存于）B：八里左岸碼頭　C：淡水渡船頭D:八里渡船頭　E：竹圍碼頭F:龍形渡船頭　G:關渡碼頭　H:忠孝碼頭I:大稻埕碼頭　J:三腳渡船頭　K：大佳碼頭L：美堤碼頭
- 八里渡船頭（位於八里區）
- 龍形渡船頭（位於八里區）
- 忠孝碼頭（位於三重區）
- 華江碼頭（位於板橋區）

### 海運
- 台北港位於八里區，為一國際商港，啟用於1998年；其定位為基隆港的輔助港；台北港目前是台灣第一個、也是投資金額最大的港埠BOT建設，[124]現有25座營運碼頭，包括貨櫃碼頭4座、油品及雜貨碼頭16座、海巡碼頭3座、港勤碼頭2座，目前台北港貨櫃碼頭是由台北港貨櫃碼頭股份有限公司經營。

### 飛航
新北市的航空運輸主要依靠鄰近的桃園國際機場與松山機場。興建於1937年台灣日治時期的淡水水上機場位於現今淡水區，曾是台灣的第二座國際機場，但已經在1945年廢止。
另外，市內的雙和醫院及亞東醫院設有直昇機飛行場。

## 公共設施

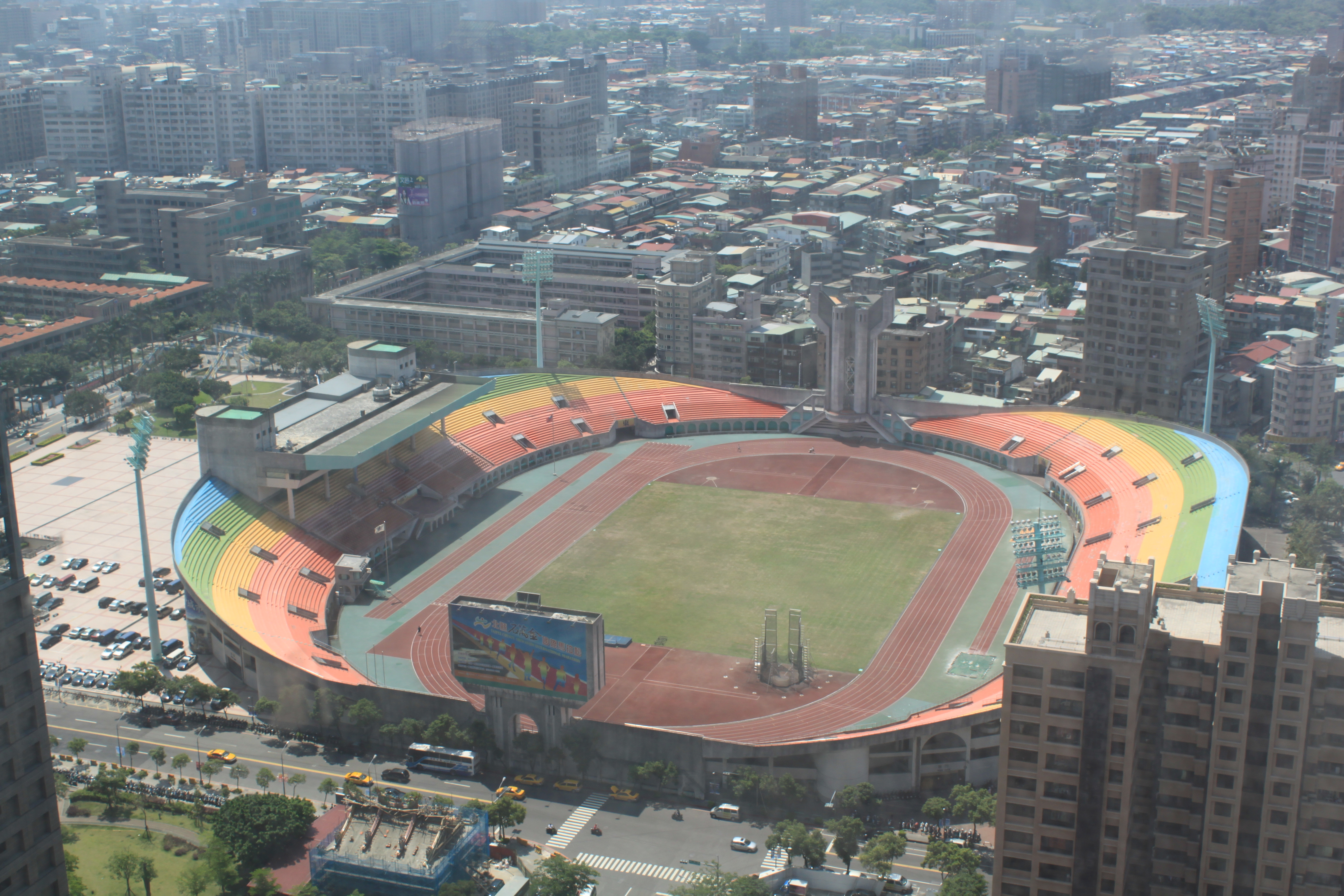
板橋體育場

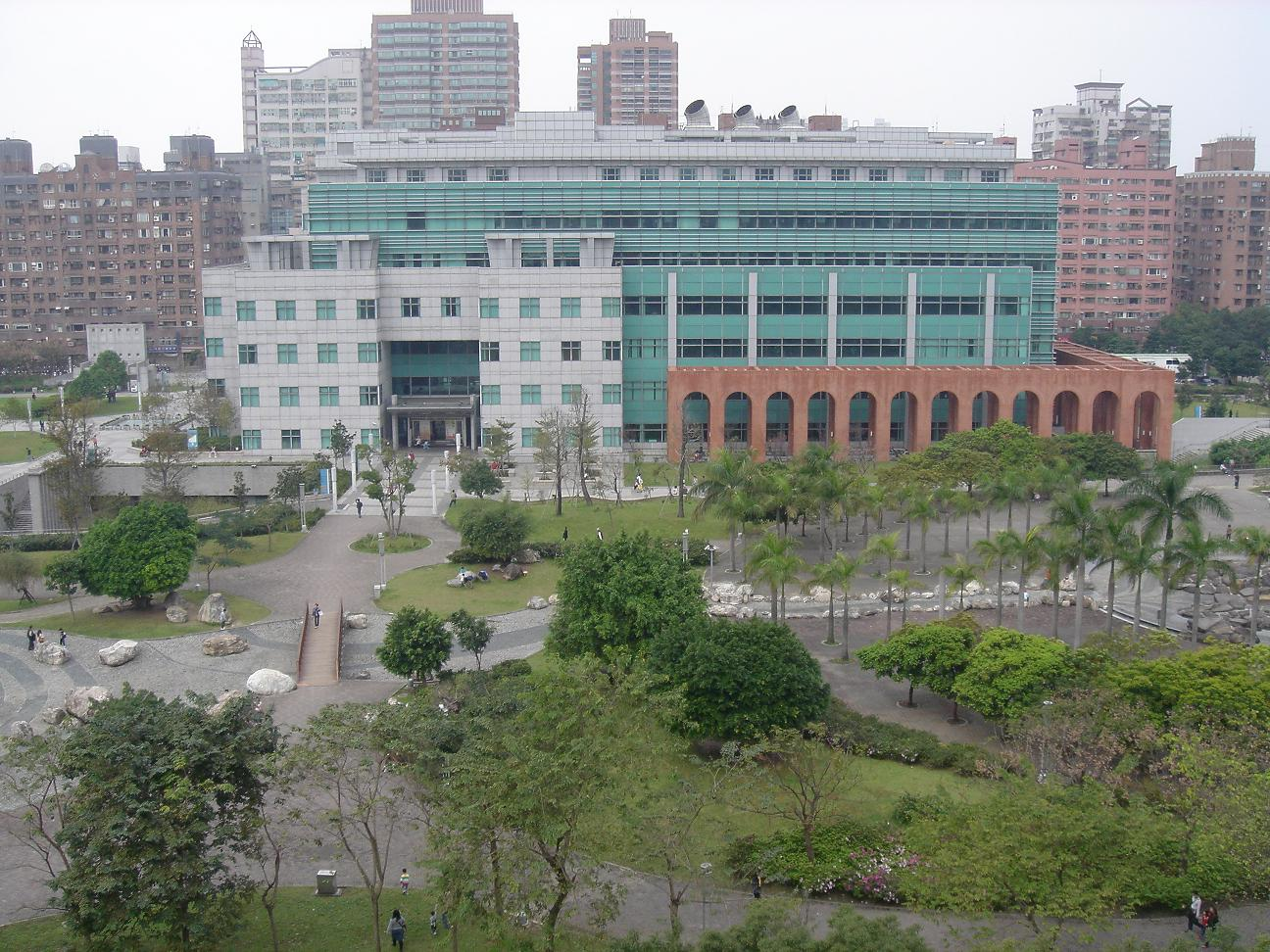
位於中和區的國立臺灣圖書館

新北市境內擁有眾多公共設施，類別則大致包含體育設施、文教設施、社福設施、動保機構、司法機構、交通管理機構及研究機構：
- 體育設施
  - 板橋體育場（位於板橋區）
  - 土城綜合體育場（位於土城區）
  - 新莊體育場（位於新莊區，設有新莊棒球場）
  - 三重體育場（位於三重區）
  - 樹林體育場（位於樹林區）
  - 新莊國民運動中心（2012年12月29日啟用）
  - 蘆洲國民運動中心（2014年8月31日啟用）
  - 淡水國民運動中心（2014年9月12日啟用）
  - 三重國民運動中心（2014年9月29日啟用）
  - 土城國民運動中心（2014年10月19日啟用）
  - 中和國民運動中心（2014年10月31日啟用）
  - 板橋國民運動中心（2015年3月24日啟用）
  - 新五泰國民運動中心（2015年7月19日啟用）
  - 樹林國民運動中心（2016年7月11日啟用）
  - 汐止國民運動中心（2016年9月24日啟用）
  - 永和國民運動中心（2016年11月26日啟用）
  - 鶯歌國民運動中心（2018年3月1日啟用）
  - 三鶯國民運動中心（2018年10月17日啟用）
  - 林口國民運動中心（2019年12月17日啟用）
  - 五股國民運動中心（2020年6月12日啟用）
  - 新店國民運動中心（2020年12月13日啟用）
- 文教設施
  - 國立臺灣圖書館（位於中和區）
  - 新北美麗永安生活館（位於中和區）
  - 新北市中和地區農會文物館（位於中和區）
  - 新北市學生美術館（位於中和區）
  - 新北市立圖書館（總館位於板橋區）
  - 新北市立藝文中心（位於板橋區）
  - 石尚礦物化石博物館（位於板橋區）
  - 國定古蹟林本源園邸（位於板橋區）
  - 黃龜理紀念館（位於板橋區）
  - 板橋多功能文教館（位於板橋區）
  - 府中15；府中15新北市紀錄片放映院；府中15新北市動畫故事館(位於板橋區）
  - 板橋435藝文特區（位於板橋區）
  - 三寸金蓮文物館（位於土城區）
  - 新北市立新莊文化藝術中心（位於新莊區）
  - 中華服飾文化中心（位於新莊區）
  - 輔仁大學中國天主教文物館（位於新莊區）
  - 輔仁大學校史館（位於新莊區）
  - 新北市立十三行博物館（位於八里區）
  - 新北市永續環境教育中心（位於八里區）
  - 台灣民間文化館（位於八里區）
  - 新北市淡水古蹟博物館（页面存档备份，存于）（位於淡水區）
  - 李天祿布袋戲文物館（位於三芝區）
  - 朱銘美術館（位於金山區）
  - 九份金礦博物館（位於瑞芳區）
  - 新北市立黃金博物館（位於瑞芳區）
  - 九份風箏博物館（位於瑞芳區）
  - 猴硐煤礦博物園區（位於瑞芳區）
  - 華梵文物館（位於石碇區）
  - 臺灣煤礦博物館（位於平溪區）
  - 菁桐礦業生活館（位於平溪區）
  - 坪林茶業博物館（位於坪林區）
  - 烏來林業生活館（位於烏來區）
  - 烏來泰雅民族博物館（位於烏來區）
  - 新北市立烏來國民中小學原住民族文物館（位於烏來區）
  - 世界宗教博物館（位於永和區）
  - 楊三郎美術館（位於永和區）
  - 台灣清華石壺藝術中心（位於永和區）
  - 新北市立鶯歌陶瓷博物館（位於鶯歌區）
  - 釉之華─活的陶瓷教育館（位於鶯歌區）
  - 李梅樹紀念館（位於三峽區）
  - 新北市客家文化園區（位於三峽區）
  - 三峽區歷史文物館（位於三峽區）
  - 李梅樹教授紀念園區（位於三峽區）
  - 台灣電力公司核二廠北部展示館（位於萬里區）
  - 新店文史館（位於新店區）
  - 台灣民窯生態教學園區（位於新店區）
  - 台北懷舊博物館（位於新店區）
  - 台灣交趾陶藝術文物館（位於新店區）
  - 陳逢顯毫芒雕刻館（位於新店區）
  - 新北市青少年圖書館（位於新店區）
  - 泰山明志書院（位於泰山區）
  - 美雅士浮雕美術館（位於林口區）
  - 紫禁城博物館（位於蘆洲區）
  - 三芝遊客中心(名人文物館)（位於三芝區）
  - 紅樹林生態教育館（位於淡水區）
  - 信不信由你搜奇博物館（位於淡水區）
  - 淡江大學文錙藝術中心（位於淡水區）
  - 淡江大學海事博物館（位於淡水區）
  - 滬尾一方–漁人碼頭藝文空間（位於淡水區）
  - 道生中國兵器博物館（位於淡水區）
  - 白沙灣遊客中心探索館（位於石門區）
- 社福設施
  - 新北市立仁愛之家（位於萬里區）
  - 新北市立八里愛心教養院（位於八里區）
  - 新北市立殯儀館（館設板橋區、火葬場設於三峽區）

- 動保機構
  - 瑞芳動物之家（位於瑞芳區）
  - 三芝動物之家（位於三芝區）
  - 淡水動物之家（位於淡水區）
  - 五股動物之家（位於五股區）
  - 八里動物之家（位於八里區）
  - 新店動物之家（位於新店區）
  - 中和動物之家（位於中和區）
  - 板橋動物之家（位於板橋區）

- 交通管理機構
  - 交通部高速公路局（位於泰山區）
  - 臺北區監理所（位於樹林區）
  - 板橋監理站（位於中和區）
  - 蘆洲監理站（位於蘆洲區）

- 司法機構
  - 臺灣新北地方法院（位於土城區）
  - 臺灣新北地方法院-板橋簡易庭（位於板橋區）
  - 臺灣新北地方法院-三重簡易庭（位於三重區）
  - 法務部矯正署臺北看守所（位於土城區）
  - 法務部矯正署臺北女子看守所（位於土城區，原為士林看守所）
  - 法務部矯正署臺北少年觀護所（位於土城區）
  - 法務部矯正署新店戒治所（位於新店區）
  - 智慧財產及商業法院 (位於板橋區)
  - 法務部行政執行署新北分署 (位於板橋區)

- 研究機構
  - 國家教育研究院（位於三峽區）
  - 內政部建築研究所（位於新店區）
  - 法務部法醫研究所（位於中和區）
  - 經濟部地質調查及礦業管理中心（位於中和區）
  - 交通部公路局工程材料技術所（位於新莊區）
  - 勞動部勞動及職業安全衛生研究所（位於汐止區）
  - 農業部獸醫研究所（位於淡水區）

## 教育
新北市教育主管機管為新北市政府教育局。根據民國104年（2015年）新北市教育統計年報，104學年度新北市公私立國民小學計216所，其中公立208所、私立8所；公私立國民中學計98所，其中國立1所、公立80所、私立17所。

### 大專院校

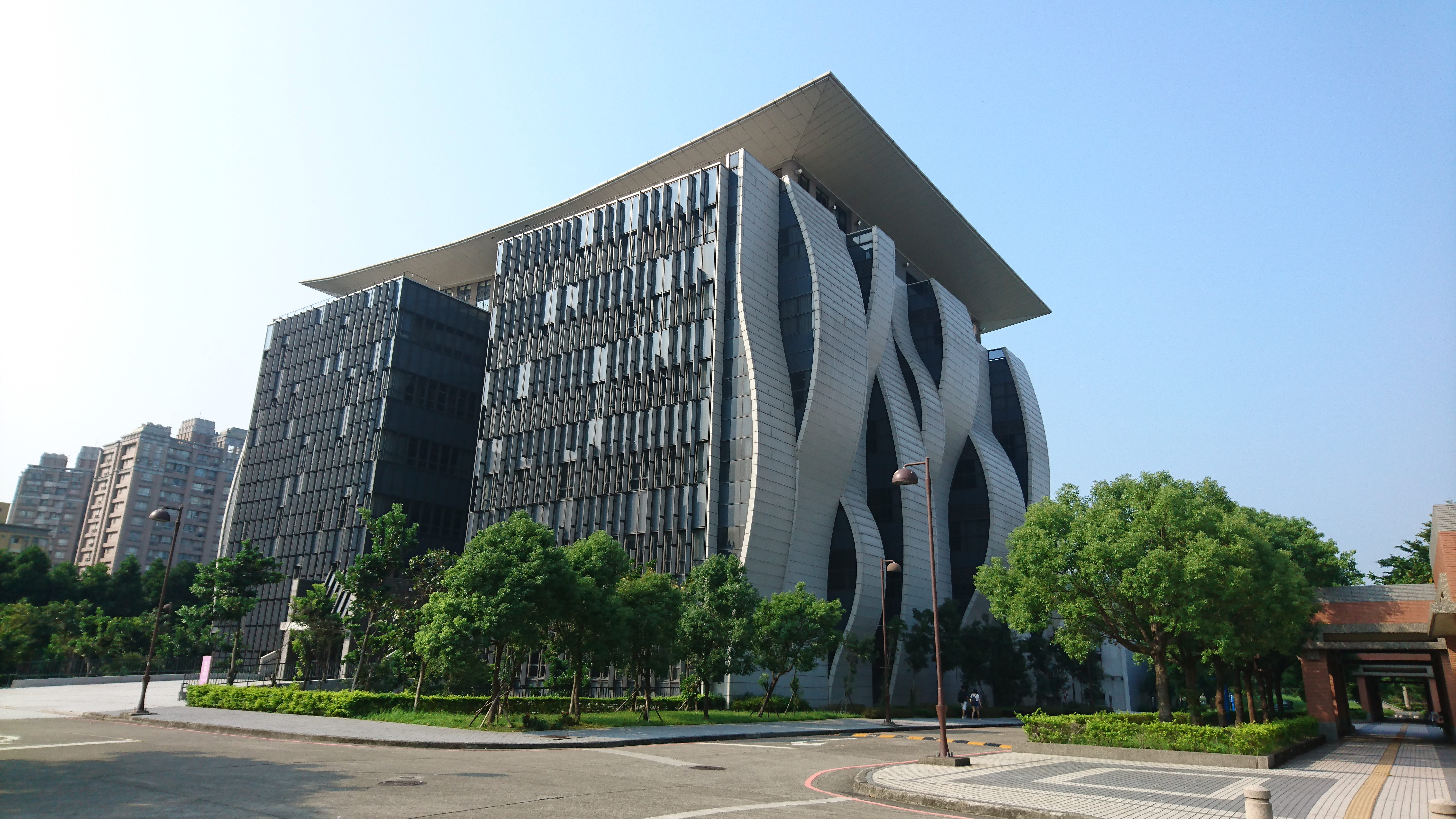
國立臺北大學（三峽校本部）

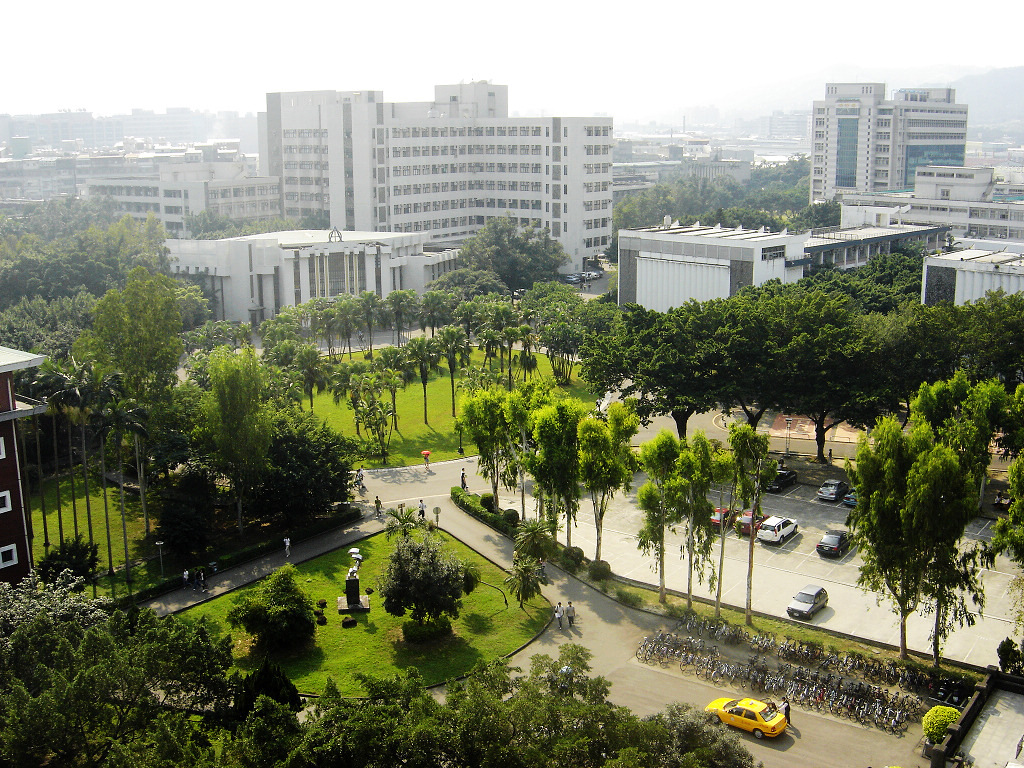
輔仁大學

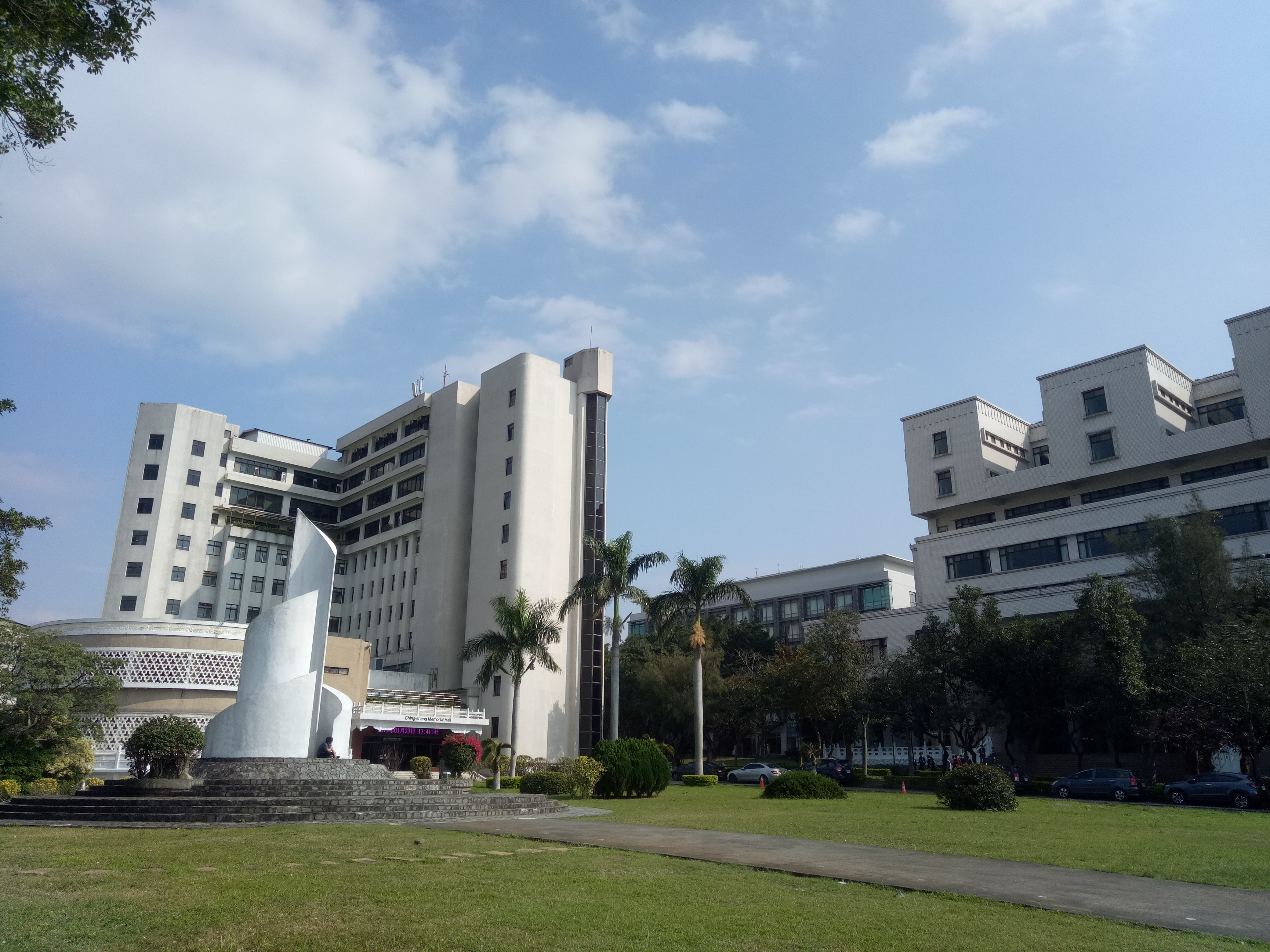
淡江大學

| 學校名稱                                               | 學生人數（人） | 所在地 | 備註                                                                      |
| ------------------------------------------------------ | -------------- | ------ | ------------------------------------------------------------------------- |
| 國立臺北大學（三峽校本部）                             | 9,410          | 三峽區 | 原國立中興大學法商學院                                                    |
| 國立臺灣科技大學(華夏校區)                             |                | 中和區 | 原國立臺灣工業技術學院（大安區 (臺北市)），接收華夏科大校地所新建的分校區 |
| 國立臺灣師範大學（林口校區）                           | 1,300          | 林口區 | 原國立僑生大學先修班                                                      |
| 國立臺灣藝術大學                                       | 4,957          | 板橋區 | 原 國立藝術學校、國立藝專                                                 |
| 國立空中大學（校本部）                                 |                | 蘆洲區 |                                                                           |
| 致理科技大學                                           | 11,375         | 板橋區 | 原 致理商專                                                               |
| 亞東科技大學                                           | 5,557          | 板橋區 | 原 亞東工專                                                               |
| 輔仁大學                                               | 26,661         | 新莊區 |                                                                           |
| 淡江大學(淡水校本部)                                   | 27,484         | 淡水區 | 原 淡江英專                                                               |
| 真理大學(台北校區)                                     | 8,993          | 淡水區 | 原 淡水工商專校                                                           |
| 台北海洋科技大學(淡水校本部)                           | 5,330          | 淡水區 | 原 中國海專                                                               |
| 聖約翰科技大學                                         | 6,539          | 淡水區 | 原 新埔工專                                                               |
| 東南科技大學                                           | 7,490          | 深坑區 | 原 東南工專                                                               |
| 華梵大學                                               | 3,635          | 石碇區 | 原 華梵工學院                                                             |
| 明志科技大學                                           | 4,336          | 泰山區 | 原 明志工專                                                               |
| 黎明技術學院                                           | 4,671          | 泰山區 | 原 黎明工專                                                               |
| 華夏科技大學                                           | 5,414          | 中和區 | 原 華夏工專，已停招，校地捐贈於國立臺灣科技大學                           |
| 醒吾科技大學                                           | 8,548          | 林口區 | 原 醒吾商專                                                               |
| 憲兵訓練中心（校本部、林口校區）                       |                | 五股區 | 隸屬國防部                                                                |
| 宏國德霖科技大學（2017年8月1日更名自「德霖技術學院」） | 7,838          | 土城區 | 原 四海工專                                                               |
| 景文科技大學                                           | 8,707          | 新店區 | 原 景文工商專校                                                           |
| 耕莘健康管理專科學校                                   | 5,257          | 新店區 | 原 耕莘護校                                                               |
| 馬偕醫學院                                             | 428            | 三芝區 |                                                                           |
| 馬偕醫護管理專科學校（三芝校區）                       |                | 三芝區 | 原 馬偕護校                                                               |

### 高中職
板橋區
- 新北市立板橋高級中學
- 新北市立海山高級中學
- 國立華僑高級中等學校
- 新北市立光復高級中學
- 新北市私立光仁高級中學
- 新北市私立光華高級商業職業進修學校
- 新北市私立豫章高級工商職業學校

中和區
- 新北市立中和高級中學
- 新北市立錦和高級中學
- 新北市私立南山高級中學
- 新北市私立竹林高級中學

永和區
- 新北市立永平高級中學
- 新北市私立復興高級商工職業學校
- 新北市私立智光高級商工職業學校

土城區
- 新北市立清水高級中學
- 新北市立新北高級工業職業學校
- 新北市私立中華高級中學
- 新北市私立裕德實驗高級中學

三峽區
- 新北市立明德高級中學
- 新北市立北大高級中學
- 新北市私立辭修高級中學

鶯歌區
- 新北市立鶯歌高級工商職業學校

樹林區
- 新北市立樹林高級中學
- 新北市私立樹人高級家事商業職業學校

新莊區
- 新北市立新莊高級中學
- 新北市立丹鳳高級中學
- 新北市天主教恆毅高級中學

三重區
- 新北市立新北高級中學
- 新北市立三重高級中學
- 新北市立三重高級商工職業學校
- 新北市私立格致高級中學
- 新北市私立金陵女子高級中學
- 新北市私立東海高級中學
- 新北市私立穀保高級家事商業職業學校
- 新北市私立清傳高級商業職業學校

蘆洲區
- 新北市立三民高級中學
- 新北市私立徐匯高級中學

泰山區
- 新北市立泰山高級中學

林口區
- 新北市立林口高級中學
- 新北市私立醒吾高級中學
- 新北市私立林口康橋國際高中

八里區
- 新北市私立聖心女子高級中學

淡水區
- 新北市立竹圍高級中學
- 新北市私立淡江高級中學
- 新北市立淡水高級商工職業學校

金山區
- 新北市立金山高級中學

萬里區
- 新北市私立中華高級商業海事職業學校

汐止區
- 新北市立秀峰高級中學
- 新北市立樟樹國際實創高級中等學校
- 新北市私立崇義高級中學

瑞芳區
- 新北市立瑞芳高級工業職業學校
- 新北市私立時雨高級中學

雙溪區
- 新北市立雙溪高級中學

新店區
- 新北市立新店高級中學
- 新北市立安康高級中學
- 新北市私立中信高級中等學校
- 新北市私立崇光高級中學
- 康橋雙語學校
- 新北市私立開明高級工商職業學校
- 新北市私立南強高級工商職業學校
- 新北市私立莊敬高級工業家事職業學校
- 新北市私立能仁高級家事商業職業學校

石碇區
- 新北市立石碇高級中學

### 教育機構
| 學校名稱                 | 學生人數（人） | 所在地         | 備註 |
| ------------------------ | -------------- | -------------- | ---- |
| 國家教育研究院(三峽院區) |                | 三峽區         |      |
| 新北市淡水社區大學       |                | 淡水區         |      |
| 法鼓佛教學院             |                | 金山區         |      |
| 新北市板橋社區大學       |                | 板橋區         |      |
| 新北市中和社區大學       |                | 中和區         |      |
| 新北市林口社區大學       |                | 林口區、五股區 |      |
| 新北市蘆荻社區大學       |                | 蘆洲區         |      |
| 新北市淡水社區大學       |                | 淡水區         |      |
| 新北市永和社區大學       |                | 永和區         |      |
| 新北市三鶯社區大學       |                | 三峽區、鶯歌區 |      |
| 新北市瑞芳社區大學       |                | 瑞芳區         |      |
| 新北市三重社區大學       |                | 三重區         |      |
| 新北市新莊社區大學       |                | 新莊區         |      |

### 新北市立圖書館

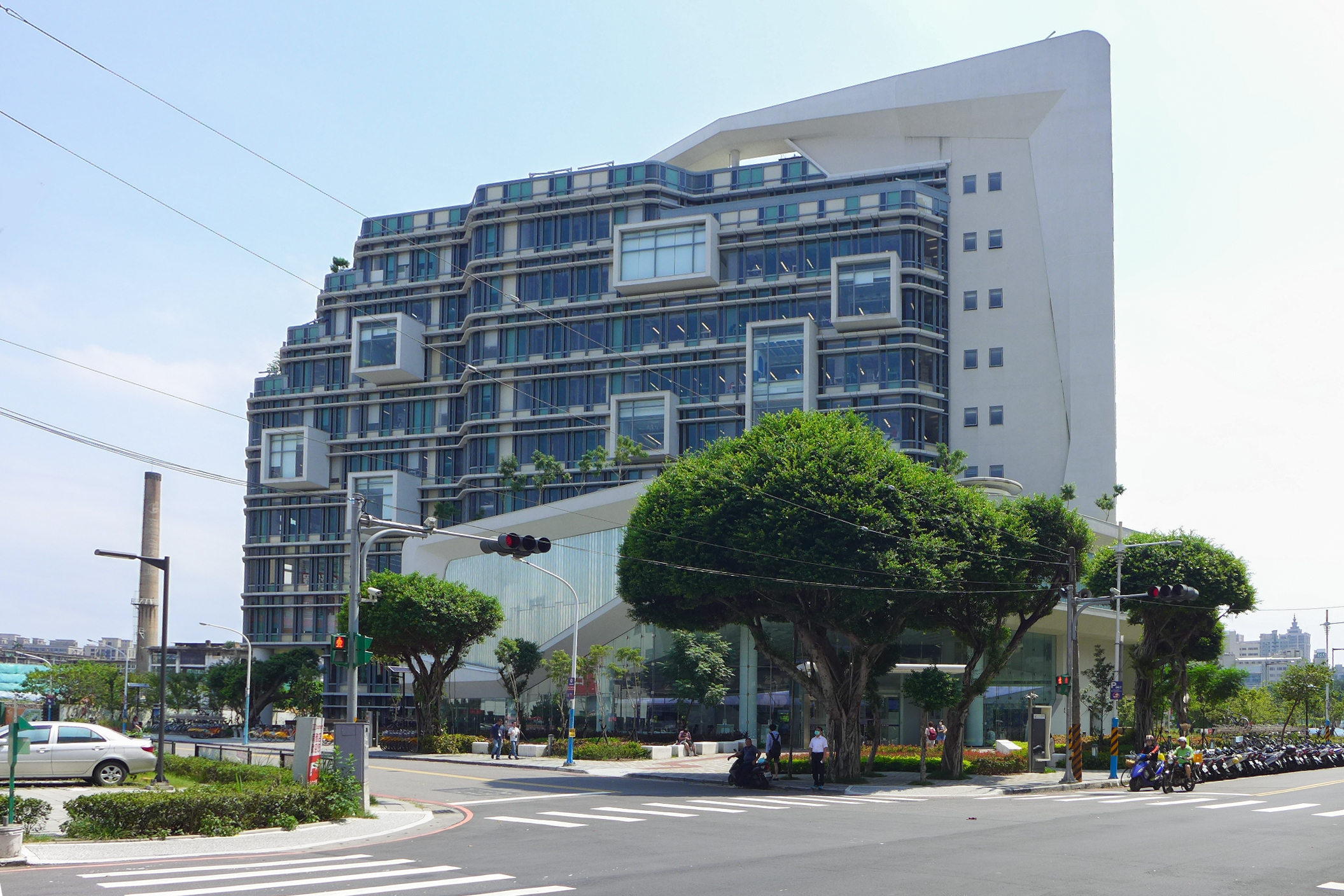
新北市立圖書館總館新館於2015年5月落成啟用

新北市立圖書館為新北市政府成立的公共圖書館，主管單位為新北市政府文化局。2015年5月，位於板橋區貴興路的新圖書總館落成啟用，是臺灣唯一一座24小時全天開放的公立圖書館，同時在新北市各轄區共設有103座分館（其中一般分館60座、親子分館2座、圖書閱覽室33座、親子圖書閱覽室3座、智慧圖書館3座、青少年圖書館1座、文史館1座），新北市立圖書館系統共有館藏約374萬冊。

## 醫療

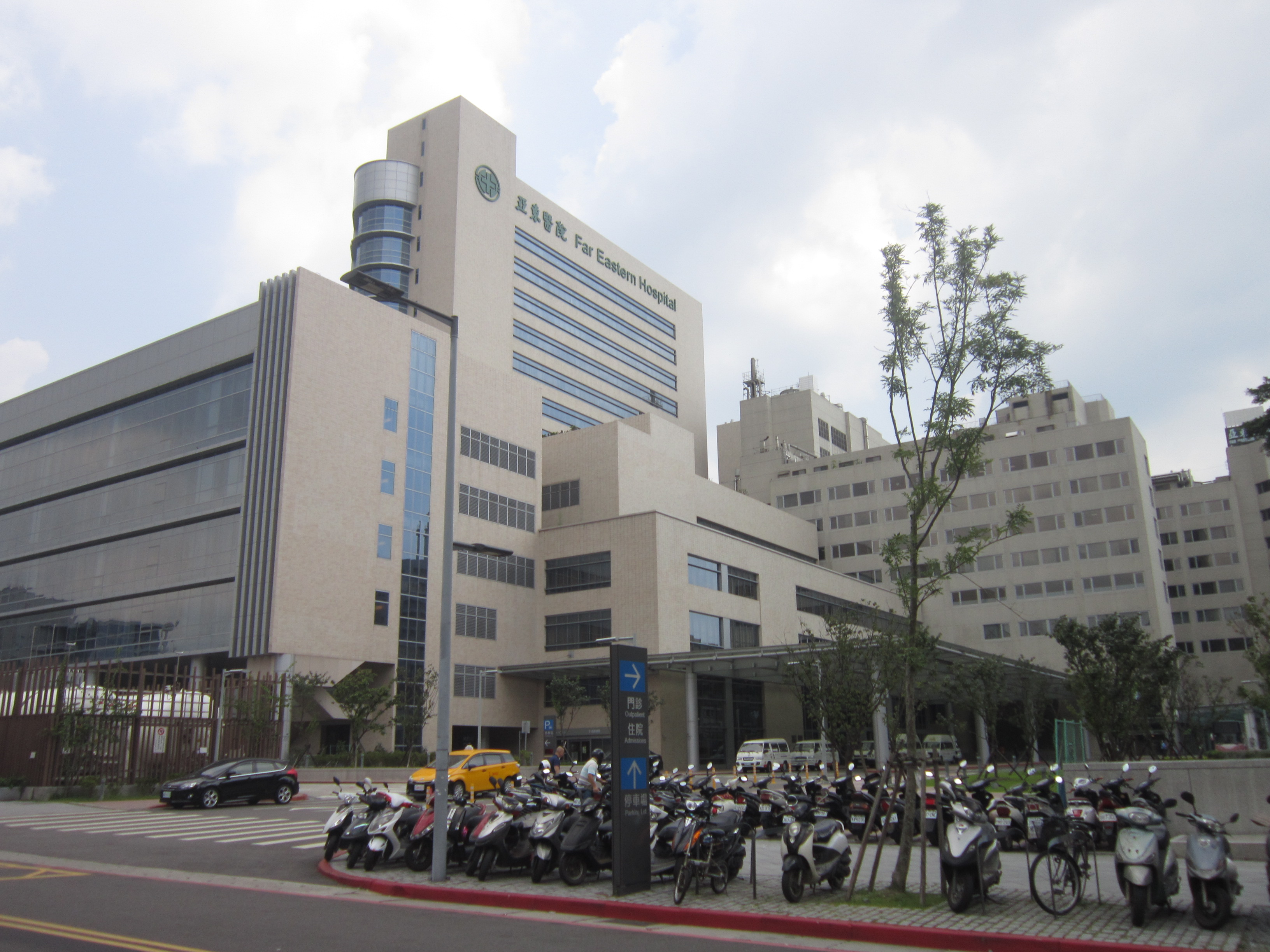
亞東紀念醫院為新北市境內二座醫學中心之一

根據2011年的統計，新北市共有一般醫院（含醫學中心、區域醫院、地區醫院）58所，其中共有二所醫學中心，分別是亞東紀念醫院及淡水馬偕紀念醫院。新北市醫療院所及醫事機構開（執）業人員大多集中在淡水河西岸人口較多的行政區。在醫療院所家數上，以板橋區（538家）最多，中和區（340家）次之，三重區（333家）則排第三；醫事人員數上板橋區（5,054人）排第一，新店區（3,669人）則排第二，中和區（3,198人）再次之，但29區中也有高達12區境內完全沒有醫院，可見新北市在醫療資源分布存在較大城鄉差距。2011年每萬人醫事人員數，新北市為72.34人，每萬人病床數則是42.00床。
新北市立聯合醫院，為新北市政府成立的公立醫院，原為臺北縣立醫院，2010年12月27日改為新北市立聯合醫院，目前有板橋院區、三重院區、土城院區三個院區。
中華民國衛生福利部於新北市則轄有臺北醫院及雙和醫院，其中雙和醫院為衛服部委託台北醫學大學興建經營的大型醫院，是臺灣首家BOT的醫院。

### 大型醫院
- 衛生福利部雙和醫院
- 衛生福利部臺北醫院
- 新北市立聯合醫院
  - 三重院區
  - 板橋院區
- 長庚醫療[[[Wikipedia:格式手册/链接#章節|錨點失效]]]土城醫院
- 板新醫院
- 板英醫院
- 中英醫院
- 板橋國泰醫院（页面存档备份，存于）
- 板橋中興醫院
- 新店耕莘醫院
  - 安康院區
  - 耕莘診所附設新店央北社區長照機構
- 永和耕莘醫院
- 永和復康醫院
- 亞東紀念醫院
- 元復醫院
- 廣川醫院
- 北新醫院
- 淡水馬偕紀念醫院
- 公祥醫院
- 全民醫院
- 新店慈濟醫院
- 行天宮醫療財團法人恩主公醫院（页面存档备份，存于）
- 輔仁大學附設醫院
- 新莊仁濟醫院
- 新泰綜合醫院
- 豐榮醫院（页面存档备份，存于）
- 臺大醫院金山分院
- 汐止國泰醫院
- 仁康醫院
- 永和振興醫院(於2016.5.31歇業)[130]
- 恩樺醫院
- 新仁醫院
- 樹林仁愛醫院

## 文化事務
文化局下設文化設施、文化發展、藝文推廣、文化資產、藝術展演等五個業務科，並有新北市立圖書館、新北市立黃金博物館、新北市立淡水古蹟博物館、新北市立十三行博物館、新北市立鶯歌陶瓷博物館等五個二級機關。此外，亦管理新北市藝文中心（板橋）、新莊文化藝術中心、國定古蹟林本源園邸（林家花園）、板橋435藝術特區、「府中15-新北市紀錄片放映院；新北市動畫故事館」及「坪林茶業博物館」等藝文館舍及設施。

### 語言
新北市通行現代標準漢語，其他通行的漢語有臺語（臺灣閩南語）；部分受過臺灣日治時期教育的年長市民能以日語溝通。
臺語腔調有偏泉腔、偏漳腔和泉漳混合腔，偏泉腔分佈於三重、蘆洲、永和、新店、新莊、泰山、樹林、五股、林口、三峽、鶯歌、深坑、石碇、坪林、淡水、八里、三芝、平溪、汐止、瑞芳部分地區；偏漳腔分佈於板橋、土城、中和、石門、金山、萬里、貢寮、雙溪、瑞芳北半部；泉漳混合腔分佈在烏來北半部。
新北市唯一原住民區烏來區以使用泰雅語為主，主要為「賽考利克泰雅語」。

### 文學

#### 文學史及相關論述
- 截止至2012/2/20，沒有一本專門談論新北市（包括過去的台北縣）文學發展的書出版，只有縣籍作家的小傳出版，至於民間文學、古典詩歌、傳統詩社、俗語等的研究則相當匱乏。
- 書目及文章列表：台北縣政府文化局，《20堂北縣文學課：台北縣文學家採訪小傳》(1)、(2)，台北縣政府文化局，2010年。
- 碩博士論文：張宏誠〈台灣解嚴後縣市文學獎研究（1987~2010）〉
- 期刊論文：許俊雅〈台北縣文學發展概況〉

#### 出版
新北市政府文化局為其出版文學作品的作家、學者，有：施翠峰、許俊雅、陳淑貞、莊華堂、應鳳凰、梁景峰、李魁賢、郭楓、周煥武、張德本、陳鴻森、柯錦峰、杜文靖、張放、麥穗、廖清秀、王少濤、周明德、鄭清文、楊麗玉、吳漫沙、張香華、賴永松、莫渝、林鷺、張芳慈、歐宗智、邱各容、吳鈞堯、一信、賀志堅、秦賢次、林盛彬、巴陵、李宗慈、黃瑋琳、顏艾琳、陳謙（陳文成）、潘秋榮、莊媛櫻、林輝熊、畢璞、陳若曦、戴寶村、蔡碧嬋、陳天嵐、林煇琨、李元貞、張我軍、高前、王昶雄、黃得時。

#### 文學活動
- 「臺北縣文學獎」的徵文活動、頒獎，以及出版得獎作品集。100年升格後，更名為「新北市文學獎」。
- 文化局曾經舉辦「北臺灣文學研習營」，現在已經停辦。
- 文化局出版「新北市文化」和「新北市藝遊」，作為在地文化資訊刊物。

#### 基金會及文學團體
- 新北市有「新北市文化基金會」、「周大觀文教基金會」、「林榮三文化公益基金會」等推廣及贊助文學活動的基金會。
- 屬於全國性的文學社團有「中華民國傳統詩學會」；屬於地方性的文學社團則有「台北縣貂山吟社」[133]。

### 眷村文化
新北市政府文化局於空軍三重一村設有新北市眷村文化園區。
新北市政府文化局於2010年第一次辦理臺北縣眷村文化節，後續轉型為「新北市竹籬笆藝文季」，並於2011年至2015年連續辦理。

### 文化節慶活動
- 新北市政府文化局辦理的文化節慶活動有：新北市新莊國際鼓藝節、新北市國際環境藝術節、新北市三峽藍染節[134]。
- 新北市政府在2011年起每年在市府廣場舉辦「新北市歡樂耶誕城」。2015末開始每年在市府廣場舉辦「新北市冬季系列活動」由「新北市歡樂耶誕城」連結「台北最HIGH新年城[135]」轉播以及冬季系列項目(包含：台北跨年「市民廣場的螢幕」、寒假活動、年貨大街、新板新春活動「小年夜至大年初八以及除夕夜」、新板燈節)。
- 貢寮國際海洋音樂祭最早是由台北縣政府與獨立的地下音樂製作公司角頭音樂所合作發起，參與海洋音樂祭表演的除了許多知名搖滾樂團體與歌手外，也有不少地下音樂表演單位，因此從活動首次舉辦以來就被視為台灣的年度搖滾盛事。海洋音樂祭是以福隆海水浴場內外兩個沙灘上所搭建的表演場地作為舞台，以接力的方式由許多不同的表演單位輪流上台，聽眾進場完全免費。

### 博物館家族

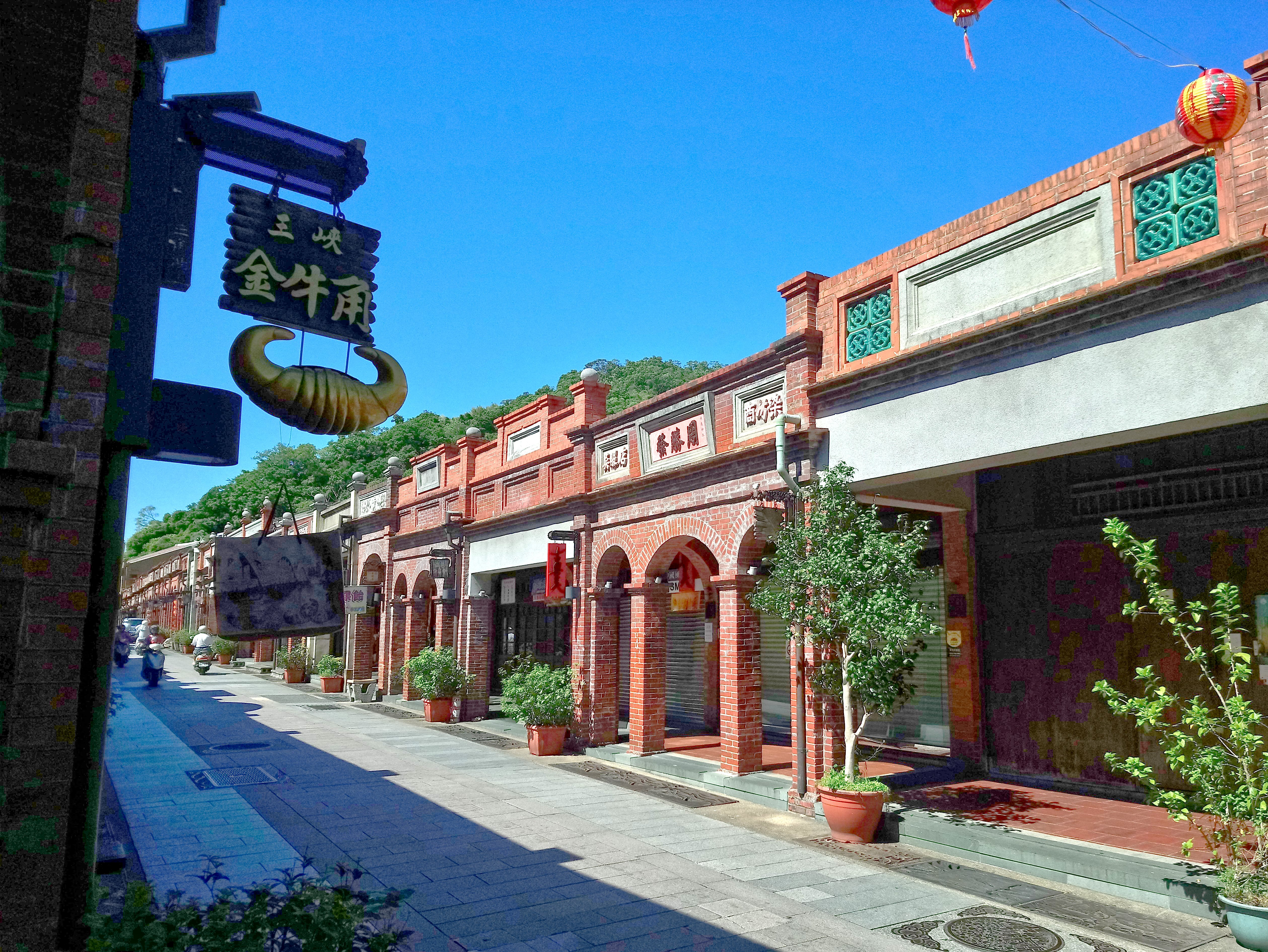
三峽老街

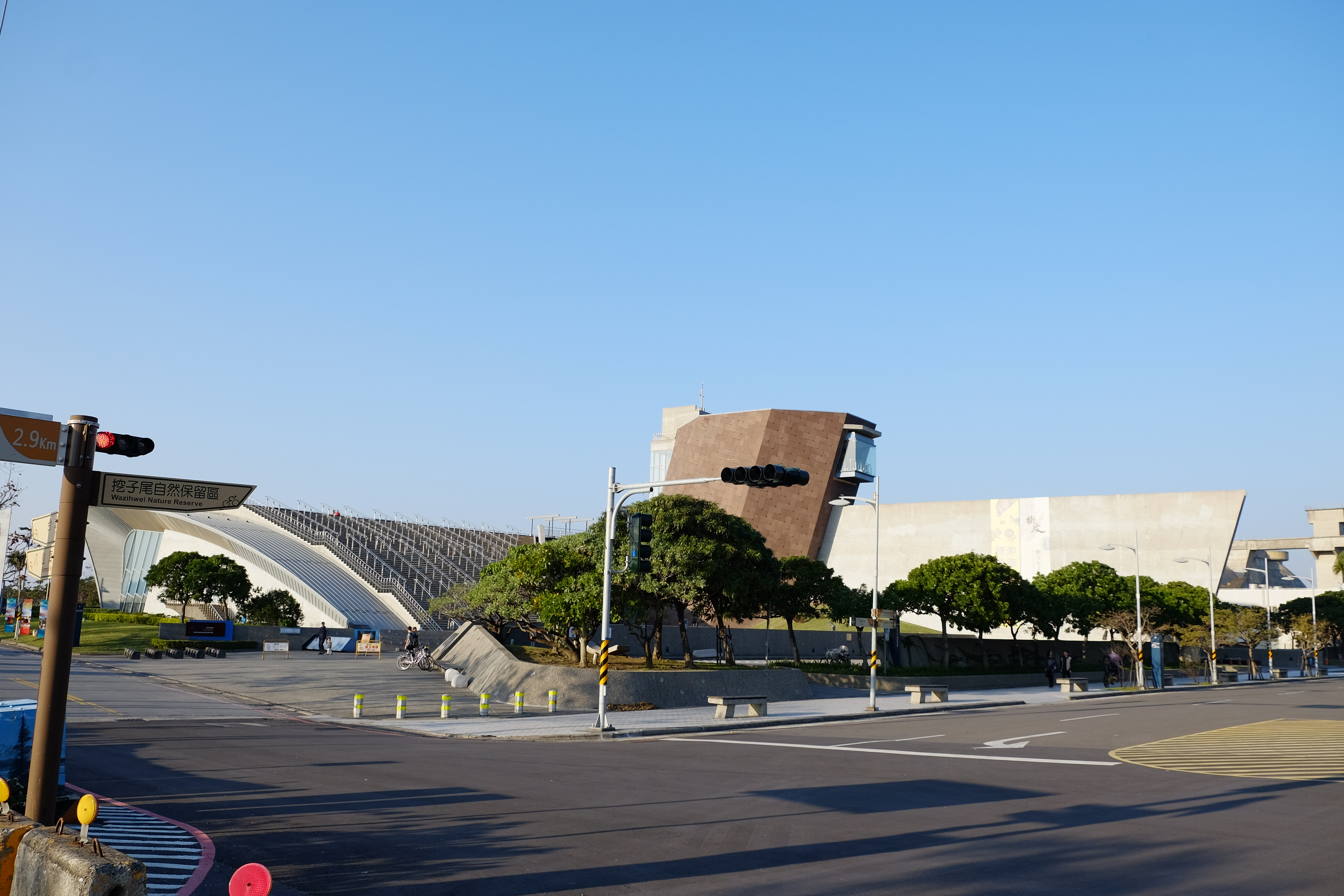
新北市立十三行博物館，為台灣第一座市立考古博物館

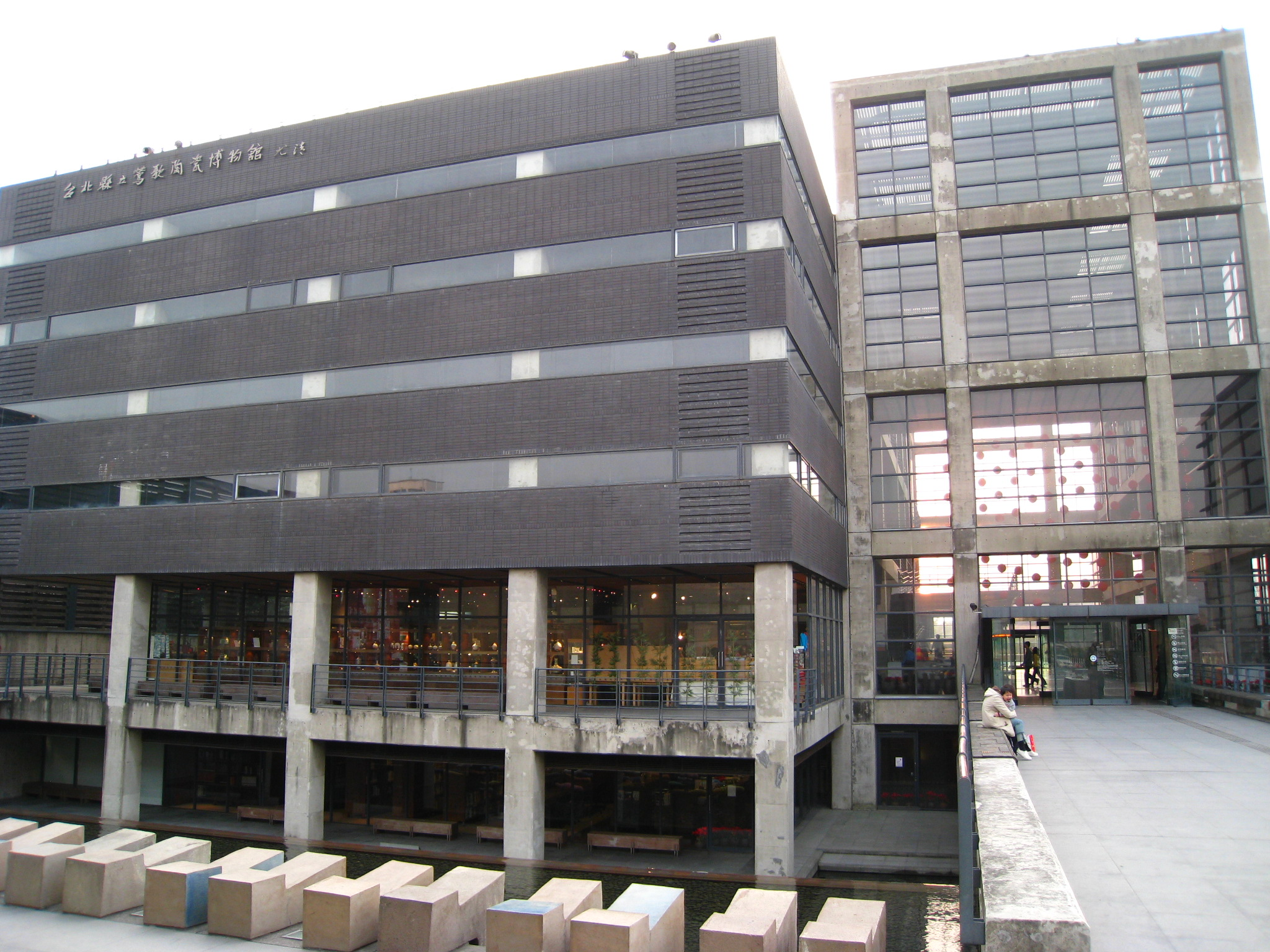
新北市立鶯歌陶瓷博物館

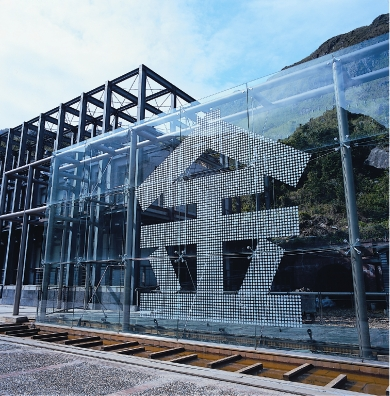
新北市立黃金博物館

『新北市博物館家族』是由新北市政府文化局聯合境內公私立博物館所組成，目前成員如下：
- 臺灣藝術大學藝術博物館
- 新莊文化藝術中心
- 世界宗教博物館
- 楊三郎美術館
- 陳逢顯毫芒雕刻館
- 新店文史館
- 新北市烏來泰雅民族博物館
- 新北市立鶯歌陶瓷博物館
- 李梅樹紀念館
- 新北市客家文化園區
- 新北市立十三行博物館
- 泰山區娃娃產業文化館
- 新北市立淡水古蹟博物館
- 淡江大學海事博物館
- 琉傳天下藝術館
- 朱銘美術館
- 李天祿布袋戲文物館
- 臺電核二廠北部展示館
- 新北市立黃金博物館
- 坪林茶業博物館
- 華梵文物館

## 文化資產

### 新北市之文化資產

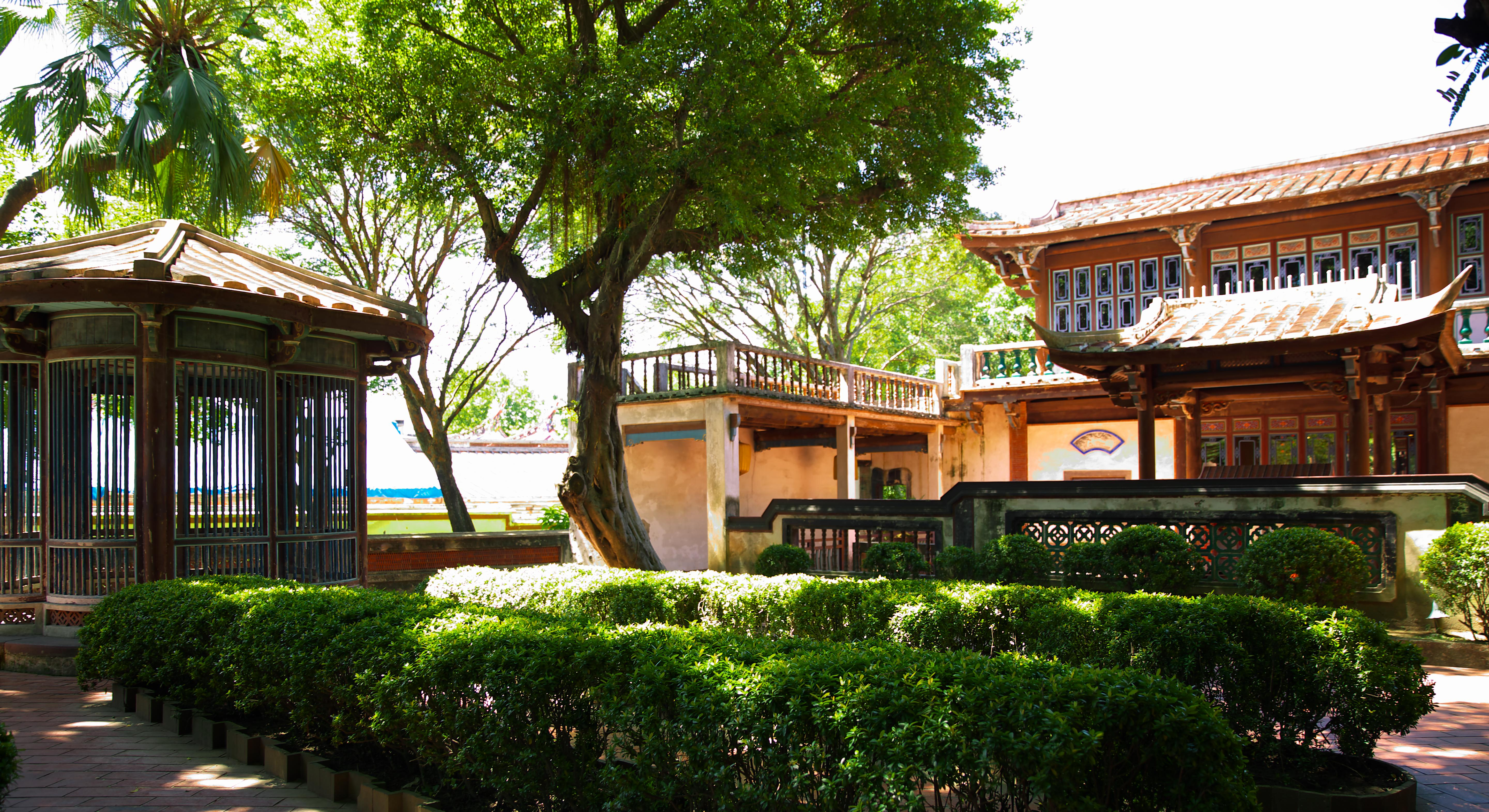
林本源園邸（板橋林家花園）

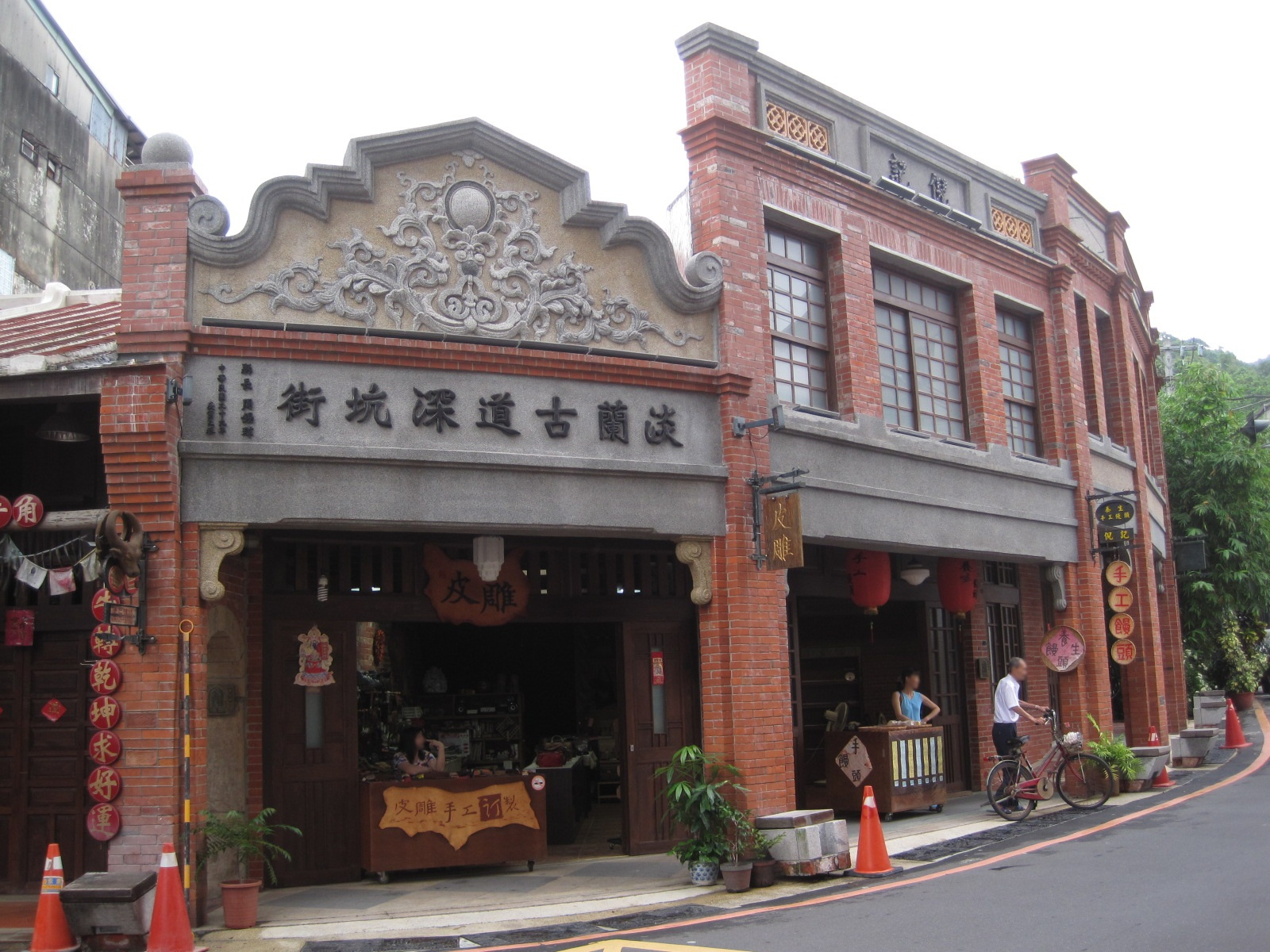
淡蘭古道深坑街

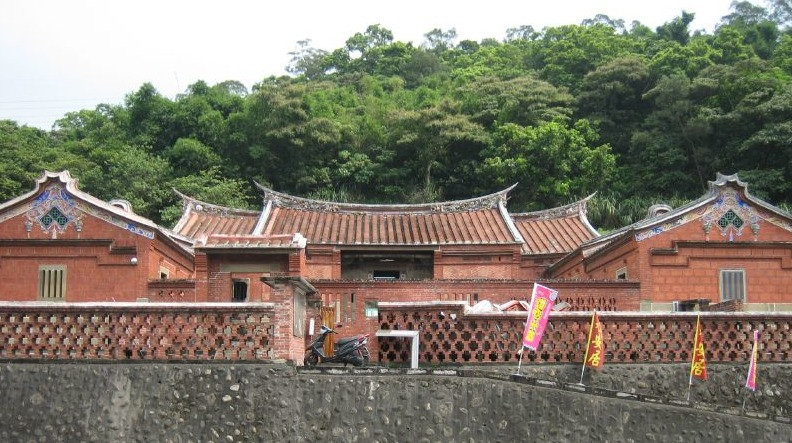
深坑黃氏永安居一景

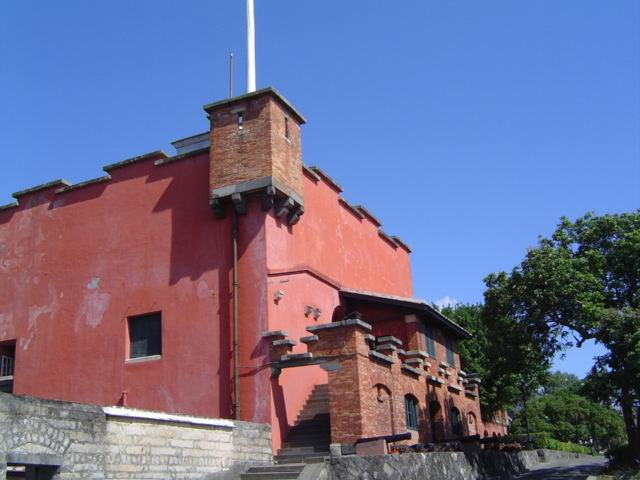
淡水紅毛城

目前新北市共有文化資產168筆，其中古蹟74筆、歷史建築50筆、遺址4筆、文化景觀4筆、傳統藝術23筆、民俗及有關文物8筆、古物5筆。
- 板橋林家花園
- 淡水紅毛城
- 十三行遺址
- 滬尾砲臺
- 理學堂大書院
- 蘆洲李氏古厝
- 深坑黃氏永安居
- 大坌坑遺址

### 官方調查、研究之出版
有形文化資產方面：至2012年2月11日為止，新北市文化局與新北市立文化中心，已經調查研究並且出版成果的有形文化資產有：
- 古蹟：
  - 國定古蹟林本源園邸（板橋林家花園）及（三落大厝）
  - 市定古蹟淡水海關碼頭
  - 市定古蹟淡水氣候觀測所
  - 市定古蹟淡水水上機場
  - 市定古蹟淡水禮拜堂
  - 市定古蹟滬尾偕醫館
  - 市定古蹟永和網溪別墅
  - 市定古蹟新店獅仔頭山隘勇線
  - 市定古蹟原英商嘉士洋行倉庫
  - 市定古蹟瑞芳四腳亭砲台
  - 淡水外僑墓園
  - 行政院衛生福利部樂生療養院
  - 市定古蹟三重先嗇宮
  - 市定古蹟五股西雲寺
  - 新莊武聖廟

- 新北市的歷史建築：
  - 白色恐怖景美紀念園區（國家人權博物館）

- 聚落
  - 深坑老街

- 古物：
  - 樹林彭厝鎮安宮邢府王爺百年神像
  - 草嶺古道虎字碑

- 文化景觀：
  - 九份、台陽、江兩旺
  - 瑞芳區猴硐煤礦博物園區

- 新北市的橋樑（不含聯外橋樑、國道、鐵路）
  - 淡水河
    - 關渡大橋

  - 大漢溪
    - 重翠大橋（含台64線）、大漢橋、新海大橋、新月橋(休閒用)、台65線快速道路、城林大橋、浮洲橋、城林大橋、柑園二橋、三鶯二橋、三鶯大橋

  - 新店溪
    - 秀朗大橋、中安大橋、碧潭大橋、碧潭吊橋（休閒用）

  - 二重疏洪道
    - 成蘆大橋、永安大橋、中山大橋、承光橋（休閒用）、重新大橋、新北大橋

- 新北市的眷村
  - 空軍三重一村

- 東北角漁村的聚落與生活

無形文化資產方面：至2012年2月11日為止，新北市文化局與新北市立文化中心，已經調查研究並且出版成果的無形文化資產有：
- 傳統藝術：
  - 廖瓊枝及其歌仔戲藝術
  - 洪美雪及其歌仔戲藝術
  - 楊秀卿及其唸歌藝術
  - 江賜美布袋戲
  - 劉英宏及其在三峽祖師廟的作品藝術
- 民俗及有關文物：
  - 新莊本土宗教發展現況

- 古物
  - 基隆淡水郡彙編
  - 文山海山郡彙編
  - 台北廳誌
  - 台北州街誌彙編上.下二冊

### 宗教
新北市的宗教概況與臺灣宗教概況大致相同，以佛教、道教及臺灣民間信仰為主。
早期世居新北的凱達格蘭族崇尚萬物有靈的泛靈信仰。16世紀西班牙會士曾傳入天主教，歷經荷西戰役後，被迫中斷。隨著17世紀漢移民帶來了屬於漢字文化圈的香火，逐漸改變新北原生宗教風貌。在清領時期，臺灣社會普遍「重儒道輕釋佛」，民眾崇尚道教與儒教三綱五常觀念，佛教較不振。清領後期西方傳教士馬偕博士為臺北帶來了西方的基督信仰的長老教會。
二次大戰及國共內戰之後，大量新移民遷入，傳入諸多新宗派。1950年代之後，大規模南部、中部居民移入新北，亦將其祖居地守護神分靈入城，此時期除了本地鄉土神以外，以祭祀媽祖、王爺、關公、佛祖、觀音等居多，也有不少祀奉神農大帝的廟宇。大臺北地區佛道教寺廟數量之多，冠於北臺灣，教派之廣幾涵蓋各神佛，堪稱臺灣宗教總匯。除了傳統漢人宗教，也有西方的基督新教、天主教和東正教，新北市有臺灣唯一東正教禮拜聖堂。

#### 信仰中心
- 佛教：法鼓山世界佛教教育園區、靈鷲山無生道場、中和圓通禪寺、土城承天禪寺、廣承岩寺、慈航紀念堂、樹林福慧寺、九份金山寺、凌雲禪寺、五股西雲寺、板橋接雲寺、蘆洲湧蓮寺、淡水龍山寺、竹林山觀音寺、新莊地藏庵、三峽長福巖、三峽佛光山金光明寺、淡水清水巖、頂泰山巖、下泰山巖、鄞山寺、石門妙濟寺、富福頂山寺、新莊潮江寺、緣道觀音廟、新北市佛教會等。
- 道教：八里開臺天后宮、淡水福佑宮、板橋慈惠宮、新莊慈祐宮、德心宮、金包里慈護宮、金包里三界壇聖德宮、三芝福成宮、鎮南宮石媽祖廟、三重先嗇宮、三重義天宮、烘爐地南山福德宮、九份侖頂福山宮、九份青雲殿、金瓜石勸濟堂、汐止濟德宮、汐止拱北殿、汐止忠順廟、中和廣濟宮、中和福和宮、霹靂宮、太平宮、利洋宮、三忠廟、行修宮（行天宮三峽分宮）、店仔街福德宮、樹林濟安宮、樹林彭厝鎮安宮、蘆洲保和宮、永和保福宮、板橋真武廟、板橋保安宮潮和宮、油車口忠義宮、金包里廣安宮、八里安福宮、紫皇天乙真慶宮、淡水太子廟、淡水屯山古聖廟行忠堂、鶯歌福德宮、八分寮福德宮、麻竹坑福德祠、石碇財神廟、新莊廣福宮、新莊武聖廟、新莊文昌祠、新莊保元宮、新莊大眾爺廟、八里大眾廟、乾華十八王公廟、鶯歌碧龍宮、瑞芳龍巖宮、迪毅堂、善息堂等。
- 基督新教：淡水禮拜堂、樹林基督長老教會、土城基督長老教會等。
- 天主教：天主教臺北總教區。
- 東正教（正教會）：台灣基督正教會新店禮拜聖堂。
- 歷史遺址：台北西國三十三所靈場、金瓜石金泉寺。

## 旅遊

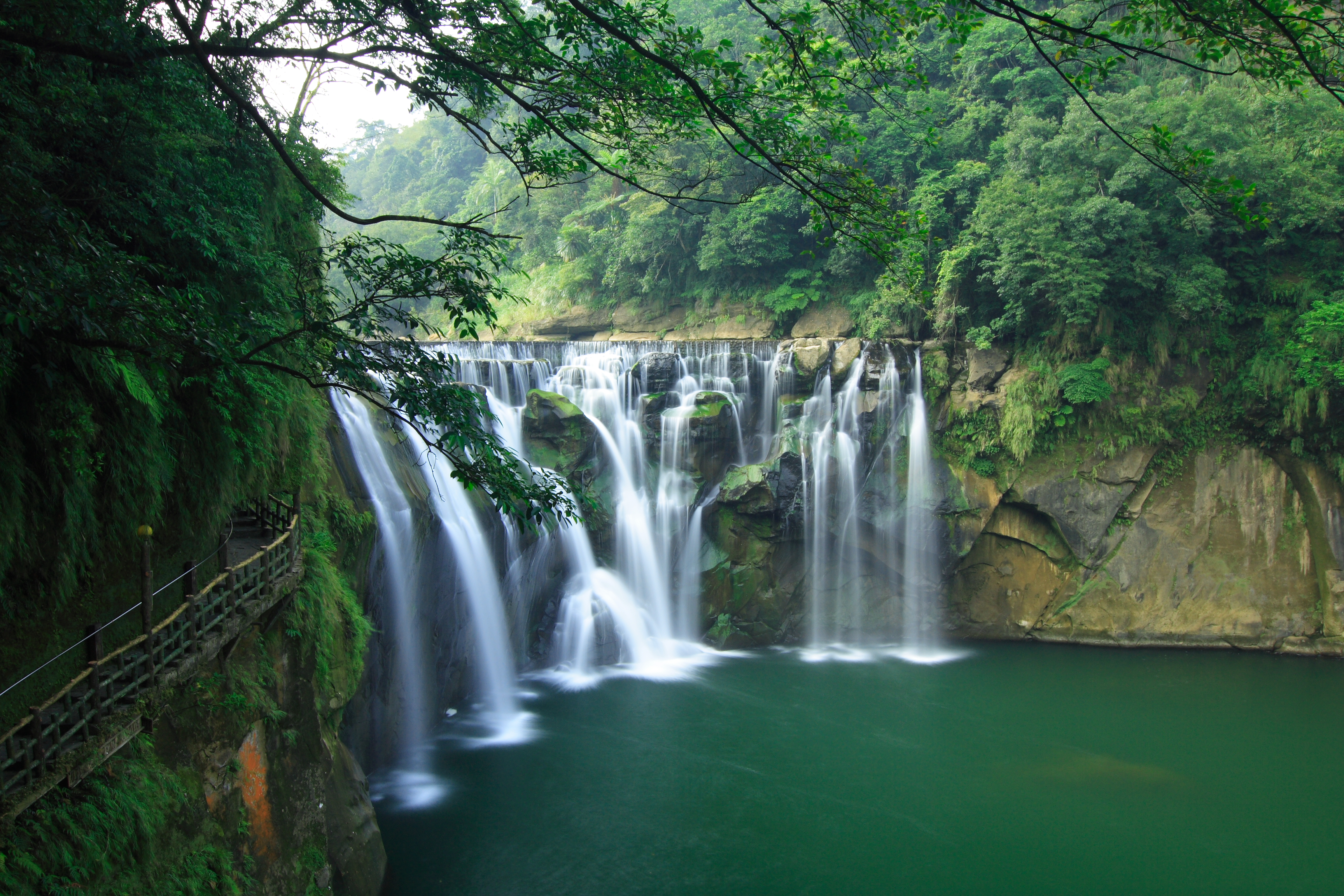
十分瀑布

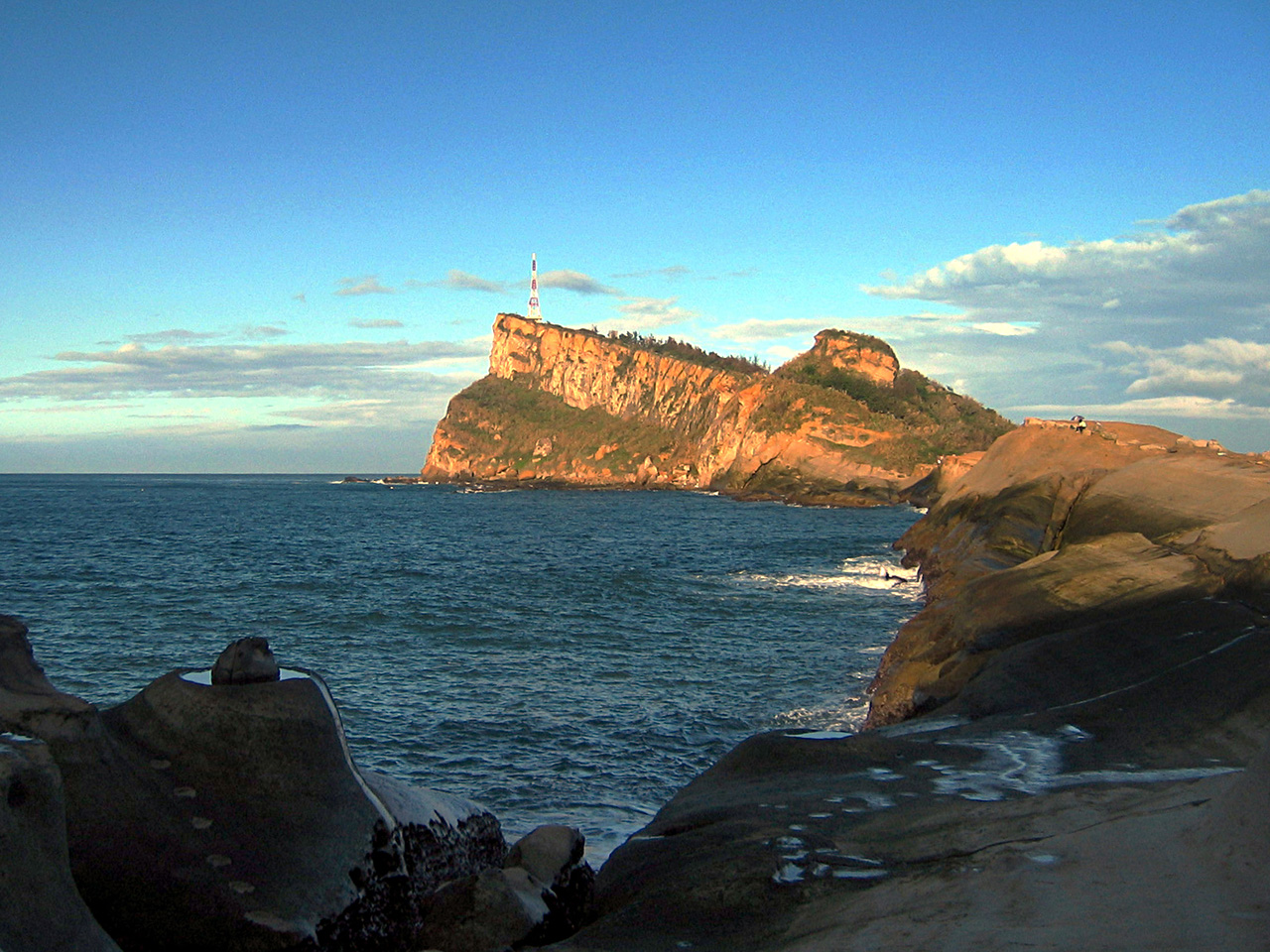
遠眺野柳岬。左近為燭臺石

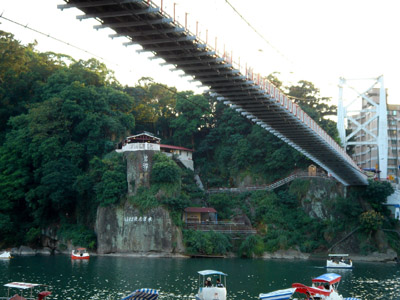
碧潭吊橋與大石壁

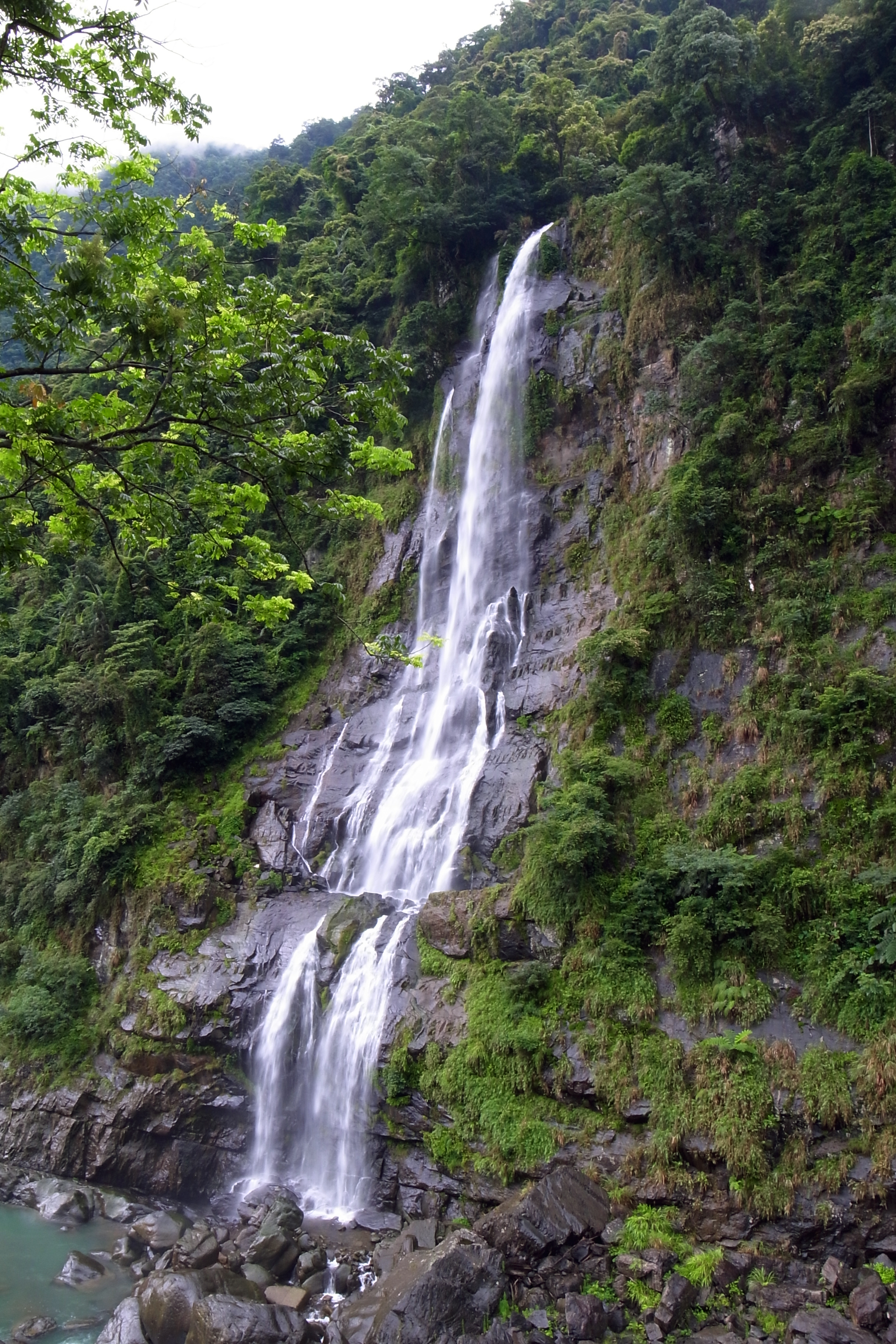
烏來瀑布

為推動市內觀光軟硬體之發展與建設，新北市觀光旅遊局已於2007年10月1日成立。
新北市幅員遼闊且兼具城鄉風情，市內的旅遊資源呈現多樣化的特色；新北市的東北、北部、西北部均臨海，海岸線長達120餘公里，市內北海岸與東北角海岸擁有豐富的海景奇觀及海岸風光，南部則為中央山脈北端雪山山脈的支稜，山多溪谷多，為新北市內陸地景的一大特色，也是重要的觀光資源。
除各種地貌景觀外，新北市的人文景觀亦十分豐富，有鶯歌陶瓷、三峽藍染、坪林茶葉文化、淡水景觀、烏來溫泉文化、平溪天燈文化等濃厚的歷史人文特色。

### 旅遊景點
- 貢寮區：草嶺古道、 福隆海水浴場 、舊草嶺隧道、三貂角燈塔、桃源谷大草原
- 雙溪區：雙溪荷花園、不厭亭
- 石門區：石門洞、富貴角燈塔 、白沙灣海水浴場、富基漁港
- 萬里區：野柳風景特定區、翡翠灣風景區
- 金山區：朱銘美術館、金山溫泉、金山老街、中角灣
- 三芝區：淺水灣、三生步道 、源興居
- 淡水區：淡水老街、紅毛城、淡水福佑宮、淡水漁人碼頭、滬尾砲台、雲門舞集、前清淡水關稅務司官邸（小白宮）、一滴水紀念館
- 八里區：八里左岸公園、十三行博物館
- 五股區：觀音山、五股西雲寺、凌雲禪寺、水碓景觀公園、五股溼地、五股商圈、微風運河
- 泰山區：頂泰山巖、泰山區娃娃產業文化館
- 新莊區：中港綠堤、新莊廟街商圈、新莊體育場、新莊水源地、新月橋、西盛遙控飛機場
- 板橋區：板橋林家花園、新板特區商圈、板橋府中商圈、新板萬坪都會公園
- 土城區：承天禪寺、桐花公園
- 三峽區：三峽老街、三峽祖師廟、三峽拱橋&八張左岸、鳶山、新北市客家文化園區、火金姑茶
- 鶯歌區：鶯歌陶瓷老街、鶯歌陶瓷博物館、鶯歌石、三鶯新生地
- 三重區：先嗇宮、三重林氏古厝、新北大都會公園、新北市眷村文化園區（前空軍三重一村）
- 蘆洲區：蘆洲李宅、湧蓮寺、徐匯廣場
- 林口區：竹林山觀音寺、MITSUI OUTLET PARK 林口（林口三井）
- 樹林區：大同山、山佳車站、鹿角溪
- 中和區：圓通寺、烘爐地、八二三紀念公園
- 永和區：樂華夜市、世界宗教博物館、比漾廣場、永和中興街 (韓國街)
- 新店區：碧潭風景區、銀河洞
- 汐止區：新山夢湖、汐止拱北殿、金龍湖、汐止五指山
- 深坑區：深坑老街、永安居（每逢週休假日與國定假日開放）
- 烏來區：烏來瀑布、烏來溫泉
- 坪林區：坪林茶業博物館
- 石碇區：石碇千島湖、皇帝殿山登山步道、石碇商圈
- 平溪區：十分瀑布、菁桐老街、平溪老街
- 瑞芳區：猴硐貓村、猴硐煤礦博物園區、九份、金瓜石、黃金瀑布、鼻頭角步道、南雅奇岩、深澳岬角
- 森林遊樂區
  - 內洞國家森林遊樂區（位於烏來區）
  - 雲仙樂園 （位於烏來區）
  - 滿月圓國家森林遊樂區（位於三峽區）
  - 大板根森林遊樂區（位於三峽區）

### 商圈百貨市集
商圈
新北市過去多為小型地方商圈，直到升格為直轄市、位於市政府所在地板橋區的新板特區開發成型後，跨行政區的都會型商圈才真正出現。
- 新板特區商圈
- 板橋府中商圈

百貨商場
- 遠東百貨
- 環球購物中心
- 美麗新廣場
- 麗寶百貨廣場
- 麗寶漁人碼頭廣場
- 大都會廣場
- 大汐止廣場
- IFG遠雄廣場
- MITSUI OUTLET PARK 林口
- 昕境廣場
- 徐匯廣場
- 晶冠廣場
- 三猿廣場
- 秀泰生活樹林店
- 土城日月光廣場
- 迪斯尼購物廣場
- 宏匯廣場
- 晶冠廣場
- 比漾廣場

大型量販店
- 家樂福：淡新店、重新店、蘆洲店、新店店、北大店、樹林店、中和店、土城店、中平店、板橋店、林口店、汐科店
- 大潤發：中和店、景平店、土城店、碧潭店
- 愛買：永和店、南雅店、三重店
- 好市多：新莊店、中和店、汐止店

家飾家居商場
- 宜家家居：新莊店、新店店
- 特力屋：新莊店、中和店、土城店、三峽店、新店店、新埔店（社區型）、集賢店（社區型）、得和店（社區型）、中山店（社區型）、集美店（社區型）、長安店（社區型）
- 特力和樂：土城店、新店店、三峽店、中和店、重新店
- 宜得利家居：汐止店、土城店、板橋店、淡水店、林口店、新莊店、重新店、中和店

電影院
- 威秀影城：板橋大遠百、中和環球、林口MITSUI OUTLET PARK
- 秀泰影城：板橋、土城、樹林
- 國賓影城：淡水禮萊、林口昕境、新莊晶冠
- 美麗新影城：淡海、宏匯
- 喜樂時代影城：永和
- 三重天台戲院
- 鴻金寶麻吉影城
- 府中15新北市紀錄片放映院

## 體育
目前新北市體育事務主管機關為新北市政府體育處。負責新北市各項體育相關的行政業務與推廣活動辦理。

### 賽事
- 2016年夏季國際少年運動會是新北市首度主辦國際綜合運動會，國際少年運動會（簡稱ICG）是國際奧林匹克委員會承認的正式賽會，選手參賽年齡在12歲至15歲之間，在為期6天的賽會中，將舉行田徑、游泳、手球、跆拳道、網球、桌球、籃球、足球及排球等9種運動比賽。
- 第二十九屆夏季世界大學運動會（簡稱2017臺北世大運）於2017年8月19日至8月30日在臺灣臺北市舉行，為臺灣首次舉辦的世界大學運動會，也是臺灣歷年來獲得主辦層級最高的國際體育賽事。
- 新北市萬金石馬拉松：為臺灣唯一獲得世界田徑總會銀標籤認證之賽事。
- 2025年夏季世界壯年運動會：新北市與台北市於2025年共同舉辦世界壯年運動會。[140]

### 球隊
新北市的屬地球隊有TPBL新北國王和新北中信特攻，兩隊共同使用新莊體育館為主場館。中華職業棒球大聯盟富邦悍將將新莊棒球場作為主要場地的根據地。另外亦有新北市成棒隊和職業電競隊新北金礦。

### 體育場館

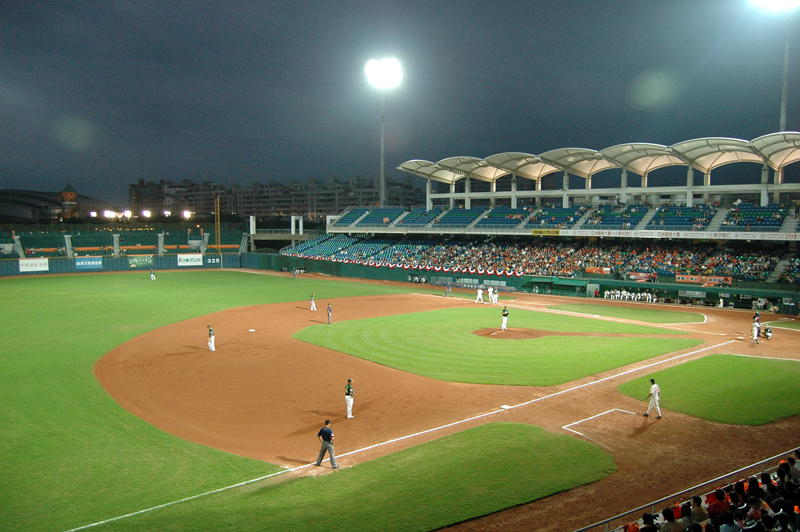
新北市立新莊棒球場

板橋場區
- 板橋第一運動場
- 板橋第二運動場、板橋體育館→新北小巨蛋
- 板橋國民運動中心

土城場區
- 土城綜合運動場
- 土城國民運動中心

新莊場區
- 新莊體育館
- 新莊棒球場
- 新莊田徑場
- 新莊國民運動中心
- 新莊網球暨桌球場

蘆洲場區
- 蘆洲國民運動中心

中和場區
- 錦和運動公園
- 中和國民運動中心

林口場區
- 林口運動公園
- 林口國民運動中心[141]

樹林場區
- 樹林極限運動場
- 樹林紅土網球場
- 樹林籃球場
- 樹林國民運動中心

泰山場區
- 泰山體育館
- 泰山體育場
- 泰山游泳池
- 泰山國民運動中心

淡水場區
- 淡水國民運動中心

汐止場區
- 汐止綜合運動場
- 汐止國民運動中心游泳池
- 汐止國民運動中心

三重場區
- 三重棒球場
- 三重體育館（新北市三重區綜合運動場）
- 三重國民運動中心

鶯歌場區
- 鶯歌國民運動中心

三峽場區
- 三鶯國民運動中心

永和場區
- 永和國民運動中心

五股場區
- 五股國民運動中心

新店場區
- 新店國民運動中心

## 城市交流

### 雙北合作
新北市與臺北市同屬大台北都會區，兩城市交流密切。
「雙北合作交流平台」自104年迄今已經舉辦超過30場次小組會議，著重在合作增進與市民生活相關的議題，辦理「公車動態資訊系統整合計畫」、「雙北連絡橋梁道路清潔維護」、「雙北殯葬設施合作」、「雙北合辦就業博覽會」，另闢駛22條跨縣市快速公車，提供大臺北共同生活圈便利通行；擴增全國最多YouBike租借站達302站，提供超過5,800輛公共自行車；已完成首座雙北合作跨市橋梁（臺北橋三重往臺北方向）增設自行車道工程並開放通車；原先在雙北市聯營公車價差補貼款爭議部分，也經由雙方協商取得共識。

### 北臺區域發展合作
新北市與北臺灣7縣市（宜蘭縣、基隆市、臺北市、桃園市、新竹縣、新竹市與苗栗縣）的跨域合作始於2003年簽署「北臺區域發展合作備忘錄」，2004年簽署「北臺區域都市發展策略聯盟備忘錄」，2005年成立「北臺區域發展推動委員會」，2006年共同發表「北臺區域合作宣言」，訂定「北臺區域發展推動委員會組織規程」，有計畫地逐步展開區域聯盟的合作。

### 姊妹市
新北市目前在世界各地共締結了10個友好城市。
- 美国俄亥俄州辛辛那提（Cincinnati City, Ohio, USA）
- 美国佛罗里达州迈阿密-戴德县（Miami-Dade County, Florida, USA）
- 美国俄亥俄州瑞奇蘭郡（Richland County, Ohio, USA）
- 美国加利福尼亚州洛杉矶县（County of Los Angeles, California, USA）
- 美国马里兰州巴爾的摩郡（County of Baltimore, Maryland, USA）
- 美国德克萨斯州哈里斯郡（County of Harris Texas, USA）
- 美国加利福尼亞州旧金山（City and County of San Francisco, California, USA）
- 德国巴伐利亚施塔恩贝格县（Starnberg, Germany）
- 菲律賓黎剎省（Province of Rizal, Philippines）
- 马绍尔群岛賈盧伊特環礁

## 外部連結
- 新北市政府（页面存档备份，存于）
- 新北市樂活地圖（页面存档备份，存于）
- 姊妹市及友好城市（页面存档备份，存于）
- 臺北縣改制計畫 （页面存档备份，存于），行政院公報第015卷第170期
- 我的新北市（页面存档备份，存于）
- 我的新北市（页面存档备份，存于）於Facebook的專頁
- 新北市博物館家族（页面存档备份，存于）
- OpenStreetMap上有關新北市的地理